# Benelli (casa motociclistica)
Benelli Q.J. è un'azienda italiana con sede nella città di Pesaro che opera nel settore motociclistico.
Dal 2005 è di proprietà del gruppo Qianjiang Motor, una società cinese che a sua volta è controllata dal Geely Holding Group. Fondata nel 1911 a Pesaro è la più antica azienda motociclistica italiana in attività.
Nella sede italiana della Benelli QJ a Pesaro (PU) si svolgono le attività di progettazione, sviluppo e marketing in sinergia con la casa madre di Wenling in Cina dove le motociclette sono prodotte.

## Storia

### Dalla fondazione alla seconda guerra mondiale (1911-1945)

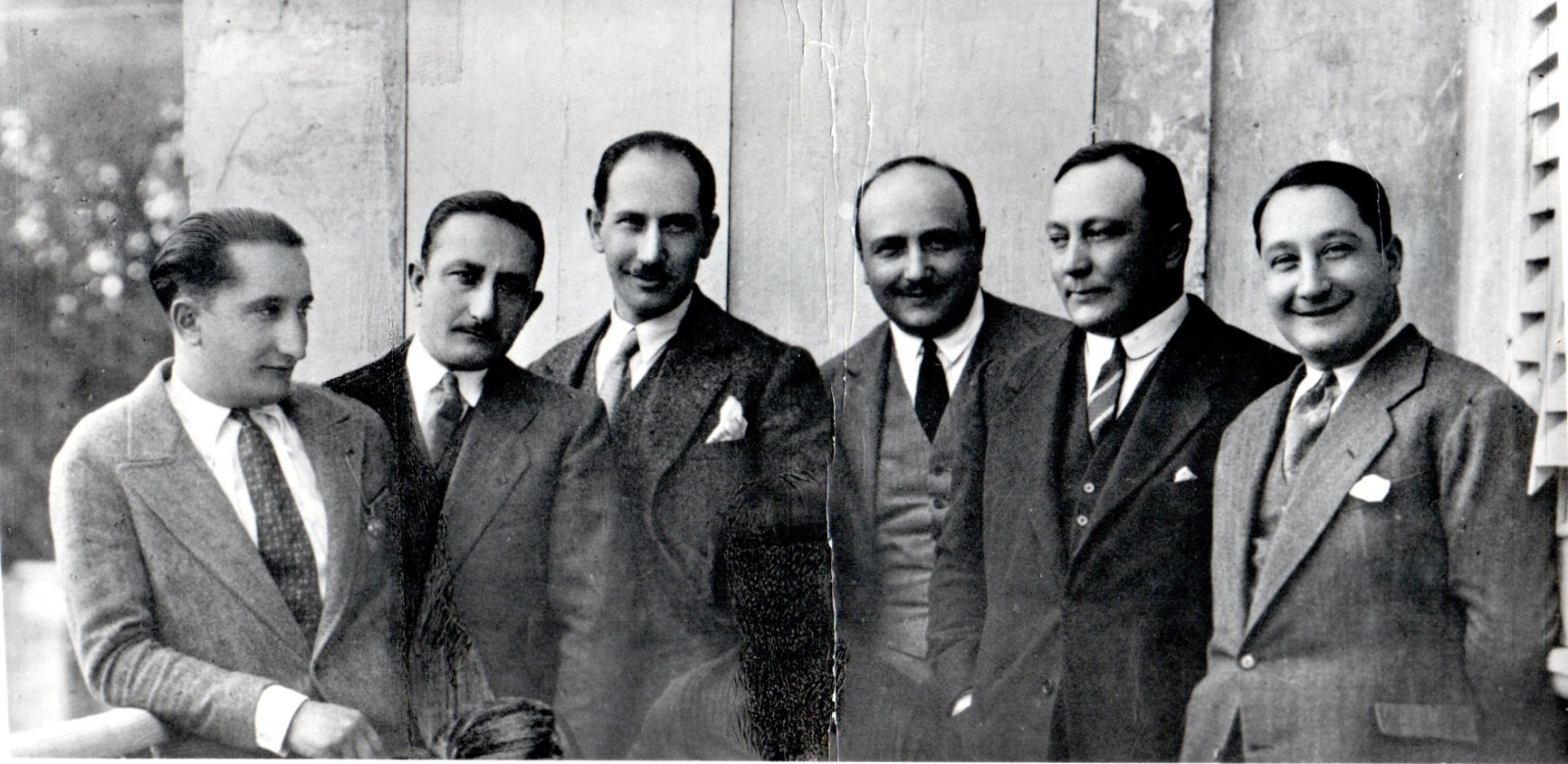
I sei fratelli Benelli. Da sinistra: Tonino, Francesco, Giovanni, Giuseppe, Filippo e Domenico (1929)

Nel 1911 Teresa Boni Benelli, vedova da quattro anni, si poneva il difficile compito di assicurare un solido futuro ai sei figli: Giuseppe, Giovanni, Francesco, Filippo, Domenico e Antonio, detto Tonino, di soli nove anni.
- Giuseppe Benelli (1889-1957). È stato certamente l'uomo di maggior spicco e competenza tecnica della famiglia: le sue capacità progettuali diedero vita a innovativi progetti in ambito motoristico sia a due sia a quattro ruote. Risultano tuttora a suo nome 13 brevetti.[1] Ottenne a 17 anni il diploma di perito industriale presso l'Istituto Tecnico Industriale di Fermo. Lavorò per alcuni anni presso Fiat e Isotta Fraschini, per poi fondare con la madre e i fratelli la ditta "Fratelli Benelli Pesaro". Si laureò in ingegneria presso un istituto svizzero, presentando come tesi il progetto del motore 175 quattro tempi monoalbero che in seguito sarebbe divenuto la pietra miliare dell'Azienda. Nel secondo dopoguerra si staccò dall'azienda familiare per fondare prima la BBC Automobili e poi la MotoBi, quest'ultima tornerà a riunirsi con la Benelli negli anni sessanta.
- Giovanni Benelli (1890-1981). Direttore Tecnico delle Officine Benelli. Ottenne la laurea in ingegneria meccanica in Canada e poi il titolo di Commendatore della Repubblica Italiana. Secondogenito, è stato il braccio destro di Giuseppe, si è da sempre interessato della produzione e dopo che il fratello maggiore ha lasciato la società sarà l'artefice del rilancio del marchio nel primo dopoguerra realizzando modelli di grande successo come il Leoncino e le quattro cilindri da competizione. Nel 1967 fonderà a Urbino la Benelli Armi concretizzando così la sua passione per le armi da caccia coltivata fin da adolescente. Dal 1983 la società armiera appartiene alla Beretta che dal 1995 sarà Beretta Holding.
- Francesco Benelli (1892-1961). Staccandosi dal ceppo familiare, ha mantenuto rapporti di collaborazione con l'azienda di famiglia, creando ad Ancona la prima rete commerciale.
- Filippo Benelli (1895-1965). È stato il responsabile amministrativo/finanziario della società. Fu lui che ideò e portò a termine nel primo dopoguerra l'acquisto di circa 1.000 motociclette abbandonate dai belligeranti sul terreno e raggruppate nei campi A.R.A.R., per poi essere ricondizionate e riconvertite dalla Benelli a uso civile. Operazione economicamente vantaggiosa che darà nuova linfa all'azienda ridotta dalla guerra a un cumulo di macerie.[2] Partecipò alla Mille Miglia.
- Domenico Benelli (detto Mimo) (1897-1975). È stato il responsabile della gestione sportiva: sempre presente sui circuiti e confidente di tanti piloti. Va ricordato anche il suo prezioso apporto al recupero, nell'immediato dopoguerra, dei macchinari e delle attrezzature che l'esercito tedesco aveva saccheggiato dallo stabilimento di viale Mameli.
- Antonio Benelli (detto Tonino) (1902-1937) fu quattro volte campione d'Italia con la Benelli 175 nel 1927, 1928, 1930 e 1931. La sua fama all'epoca travalicava i confini nazionali e in Patria fu definito il "Girardengo della motocicletta" e anche il "Cigno del motore", nel primo caso accostandolo al più grande ciclista dell'epoca, nel secondo al suo più celebre concittadino Gioachino Rossini definito il "Cigno della musica".[3]

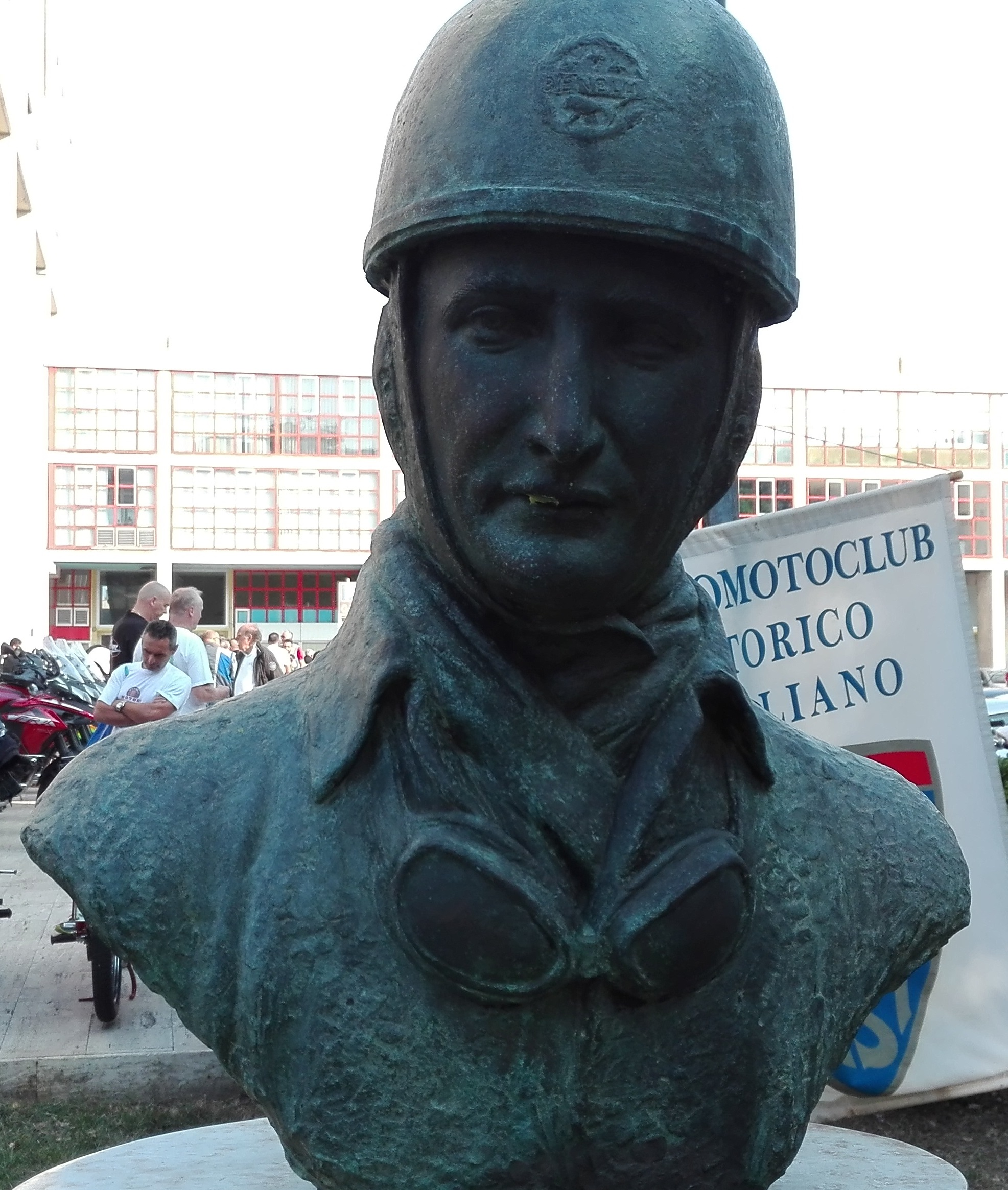
Busto bronzeo di Tonino Benelli esposto nell'area in cui sorgeva lo storico stabilimento di Viale Mameli a Pesaro

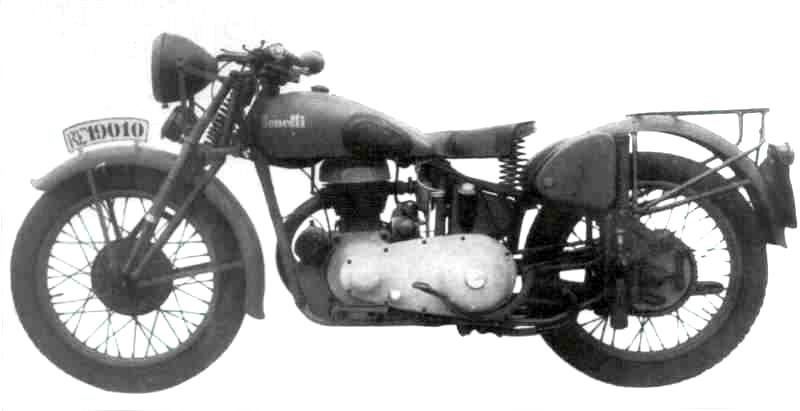
Benelli 500 VLM (Valvole Laterali Militare) (1940)

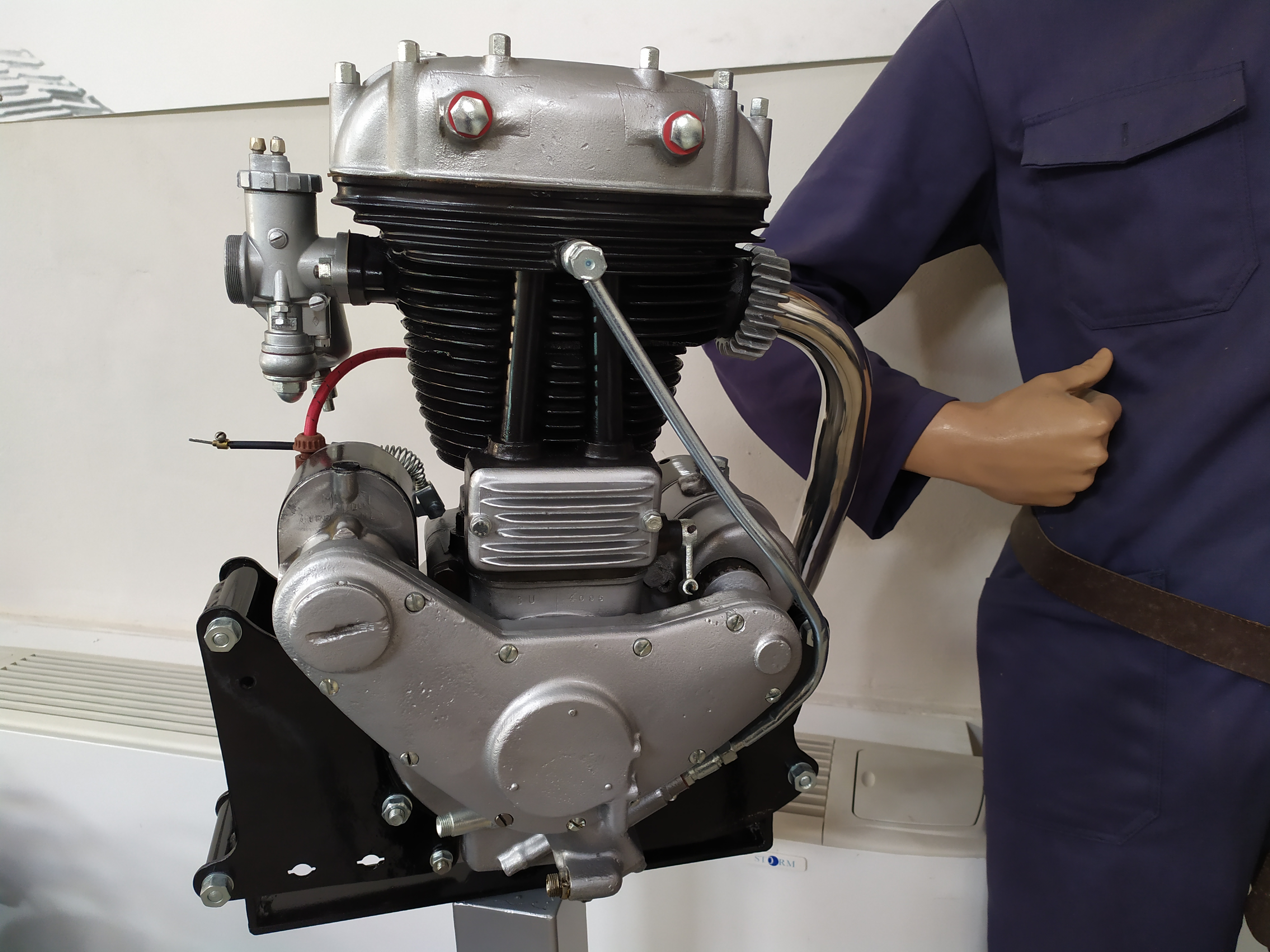
Motore 500 ad "aste e bilancieri"

Verificato che i fratelli avevano scarsa attitudine a proseguire l'occupazione paterna nel condurre il fondo agricolo avuto in eredità e che, per contro, manifestavano una grande passione per la meccanica, la madre decise di vendere buona parte dei terreni e di investire il ricavato per l'acquisto di alcune macchine utensili, realizzando una piccola officina in via dell'Annunziata, nel centro storico di Pesaro. I figli maggiori, Giuseppe e Giovanni, avevano già terminato gli studi presso l'Istituto Tecnico Industriale Montani di Fermo e in breve tempo l'officina iniziò a funzionare, eseguendo riparazioni e realizzando artigianalmente pezzi di ricambio. 
Data l'esiguità di veicoli a motore esistenti a Pesaro nella prima metà degli anni dieci, gli introiti non erano certo copiosi, ma paradossalmente le cose migliorarono con lo scoppio della prima guerra mondiale con l'arrivo di numerose commesse di aziende che erano impegnate nello sforzo bellico, quali: Isotta Fraschini, Colombo, OM e Alfa Romeo.
Nel 1916, un violento terremoto rese inagibile l'officina e l'abitazione. Teresa Boni Benelli & Figli pensano allora di trasferire l'attività a Milano, proposito a cui rinunciano una volta che un amico di famiglia gli mette a disposizione alcuni locali di sua proprietà nella prima periferia di Pesaro. La fabbrica quindi trasloca in via del Lazzaretto, vicino alla Molaroni, la prima azienda motociclistica pesarese, le cui officine, nel 1933, saranno acquistate dalla Benelli una volta che la Molaroni decise di cessare la produzione.
Da questo sito, l'opificio si espanderà progressivamente raggiungendo la sua massima dimensione negli anni settanta con una superficie complessiva di circa 33 000 m², di cui 23 000 coperti e con all'interno una pista ovale per testare le moto sia di serie sia da competizione.

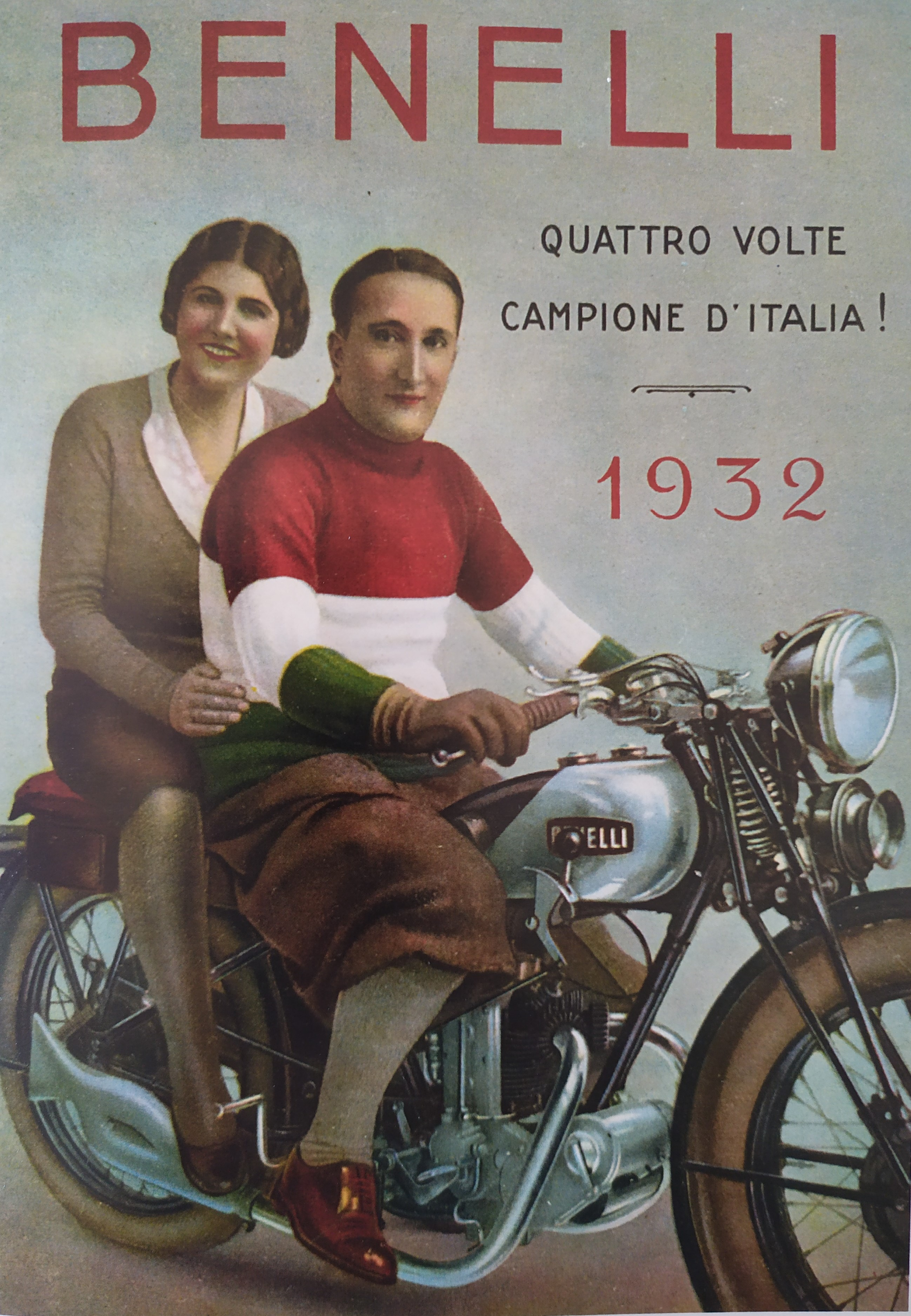
Antonio Benelli insieme alla moglie in un manifesto pubblicitario dell'epoca (1932)

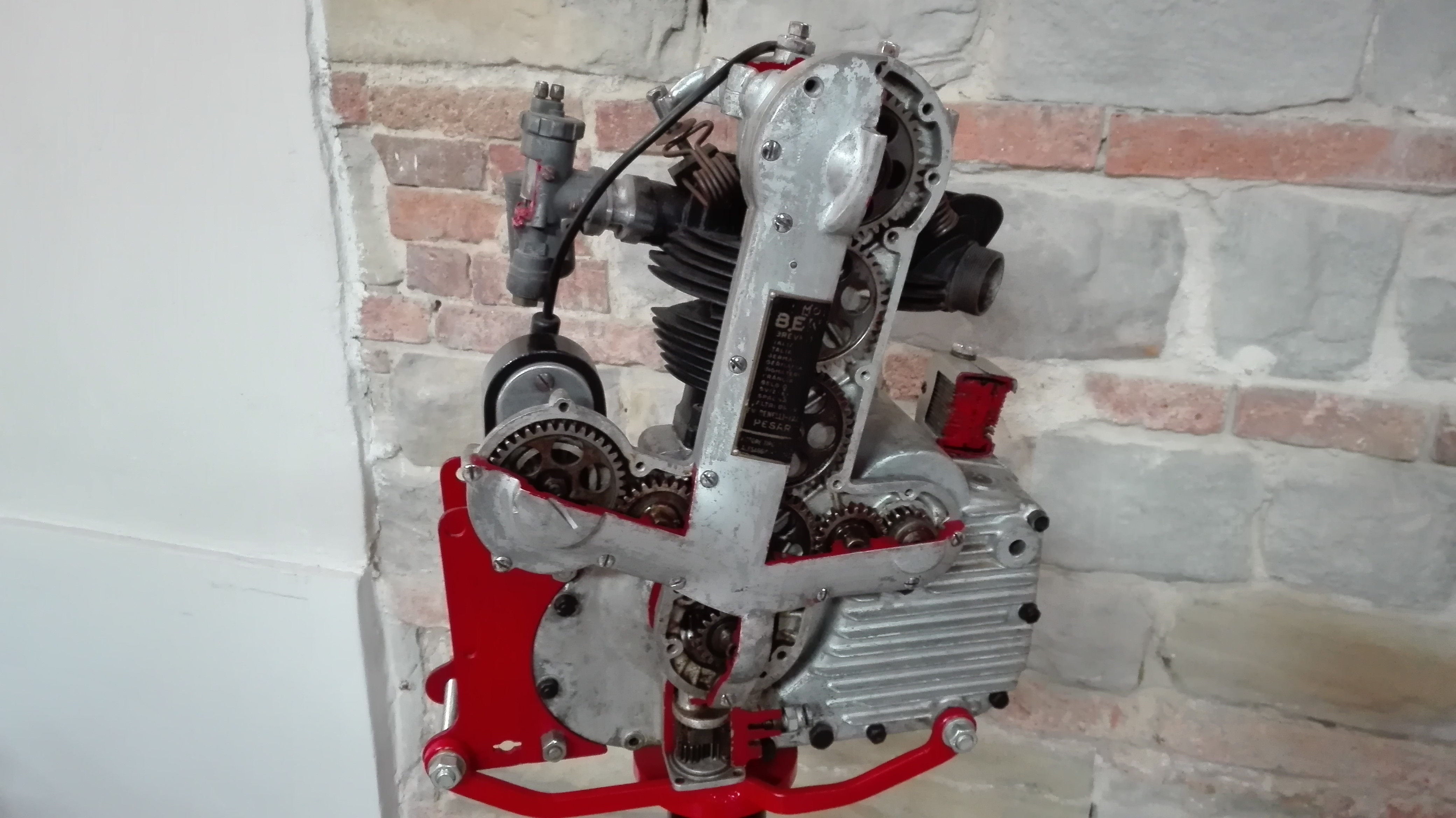
Spaccato del motore "250" monoalbero. Sono chiaramente visibili i cinque ingranaggi della distribuzione, i quattro ingranaggi dei servizi, le molle a "spillo" per il richiamo delle valvole e il piccolo radiatore dell'olio

Complice l'univoca passione per i motori, i fratelli Benelli avevano preso l'abitudine, sin dal 1910, di riunirsi per progettare, sotto la direzione di Giuseppe e Giovanni, un motore tutto loro con il quale equipaggiare una motocicletta. L'opera di progettazione, prototipazione e sviluppo, eseguita fuori dall'orario di lavoro, durò otto anni e partorì una motocicletta con un motore a due tempi di 75 cm³ montato sulla forcella anteriore di bicicletta, soluzione che si rivelò poco soddisfacente. Nel 1921, alla III Esposizione del Motociclo di Milano, viene presentata quella che ufficialmente è considerata la prima vera motocicletta Benelli: il Velomotore tipo A. Cambio a due rapporti, trasmissione a catena con parastrappi, magnete Bosch, carburatore Amal, forcella anteriore elastica, telaio in tubi d'acciaio, serbatoio sotto canna e motore maggiorato a 98 cm³ sempre a 2 tempi. Le critiche saranno lusinghiere tanto che presto seguirà il Velomotore tipo B di 125 cm³. Sulla base di quest'ultima moto, portata a 147 cm³ e opportunamente modificata per le competizioni, comincerà a gareggiare nel 1923 Tonino Benelli (all'anagrafe Antonio), ottenendo qualche piazzamento di prestigio pur gareggiando nella categoria 175 cm³.
Ma il motore di maggior successo, che fece conoscere la Benelli in campo nazionale e internazionale, è stato il 175 cm³ 4 tempi con distribuzione a "cascata" d'ingranaggi e albero a camme in testa del 1927. Soluzione ardita e sofisticata che divenne ben presto il "marchio di fabbrica" della casa di Pesaro. Giuseppe Benelli prenderà spunto da uno studio teorico di un motore di Edward Turner pubblicato nel 1925 dalla rivista francese Moto Revue. Giuseppe, nell'intento di battere sul tempo la concorrenza, non perde tempo e reinterpreta completamente quella soluzione introducendo una semplice quanto geniale soluzione per eliminare gli effetti negativi delle dilatazioni termiche che affliggevano queste applicazioni.
I cinque ingranaggi cilindrici a denti diritti della distribuzione (uno dell'albero motore, tre oziosi, uno dell'albero a camme) furono inseriti (a cascata) in una sottile cartella di alluminio collocata sul lato destro del motore, sulla sommità della quale vi era montato il "castelletto" della distribuzione con l'albero a camme e bilancieri annessi. Il tutto era fissato alla testa del motore non rigidamente, ma lasciando l'accoppiamento con un grado di libertà. La soluzione consisteva nell'inserire due viti con il gambo parzialmente filettato (colonnette) in due fori ricavati nel castelletto e avvitate sui due dei quattro prigionieri della testa termica. La parte filettata si univa solidamente alla testata, mentre la parte della vite non filettata creava un accoppiamento libero, ma molto preciso con i due fori ricavati nel castelletto. Le viti erano serrate in modo da non "schiacciare" il castelletto, ma in maniera che potessero lasciare un gioco di qualche decimo di millimetro sufficiente ai due "blocchi" (cartella-castelletto/cilindro-testata) di scorrere l'uno sull'altro nella fase di dilatazione per effetto del calore, senza interferire e creare quelle deformazioni che avrebbero reso inaffidabile il sistema. Soluzione che fu brevettata nel 1927 e diede inizio al successo commerciale e sportivo della Benelli, protrattosi fino allo scoppio della seconda guerra mondiale. (brevetto n. 255634 del 29 ott. 1927 "Disposizione per formare e fissare la scatola della trasmissione per il comando dell'albero di distribuzione in testa nei motori a scoppio").

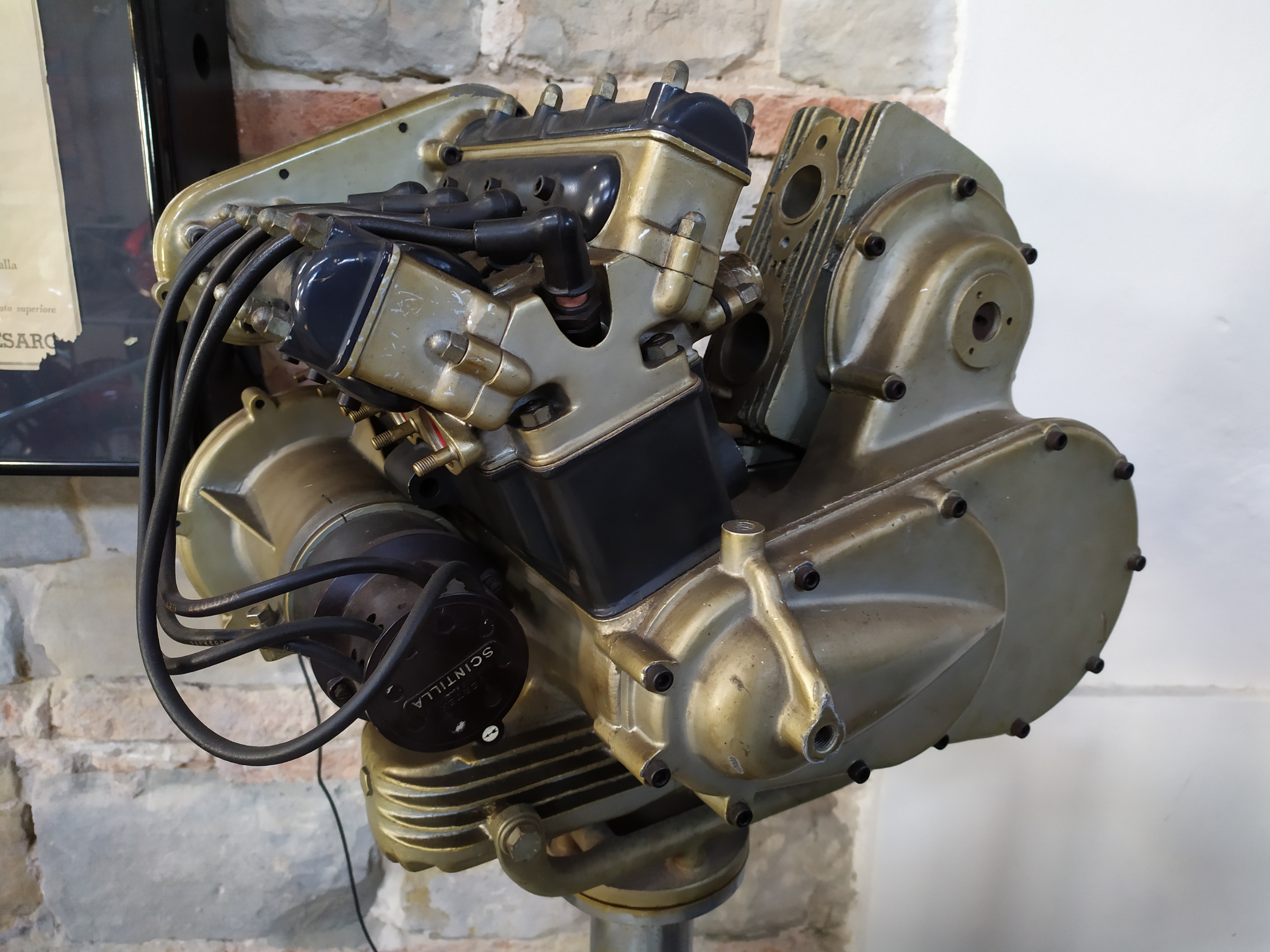
Motore 250 cm³ 4 cilindri con compressore volumetrico (1938). Questo motore equipaggia l'unico esemplare di motocicletta al mondo che oggi fa parte della Collezione ASI-Morbidelli

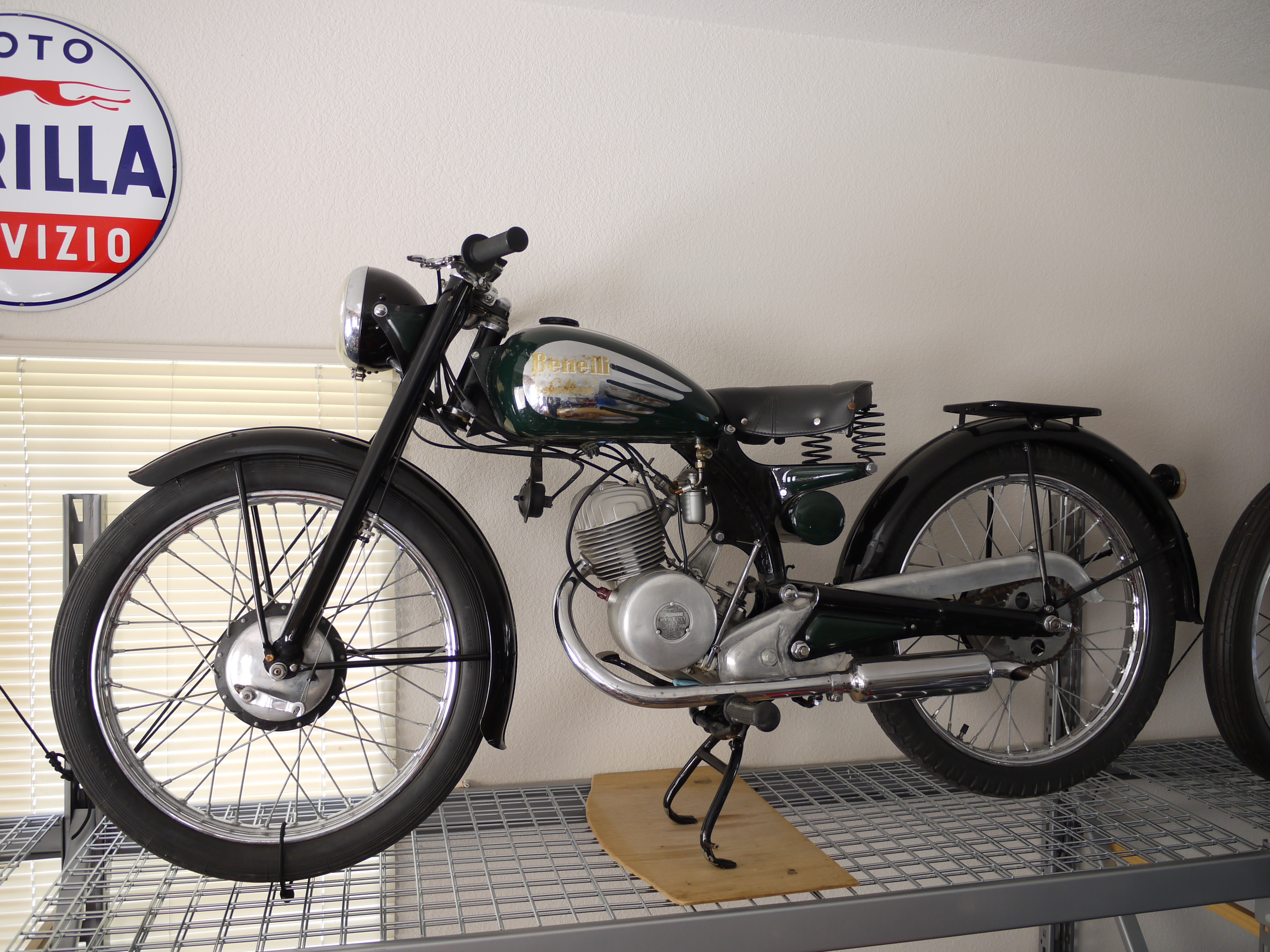
Benelli Letizia (1949)

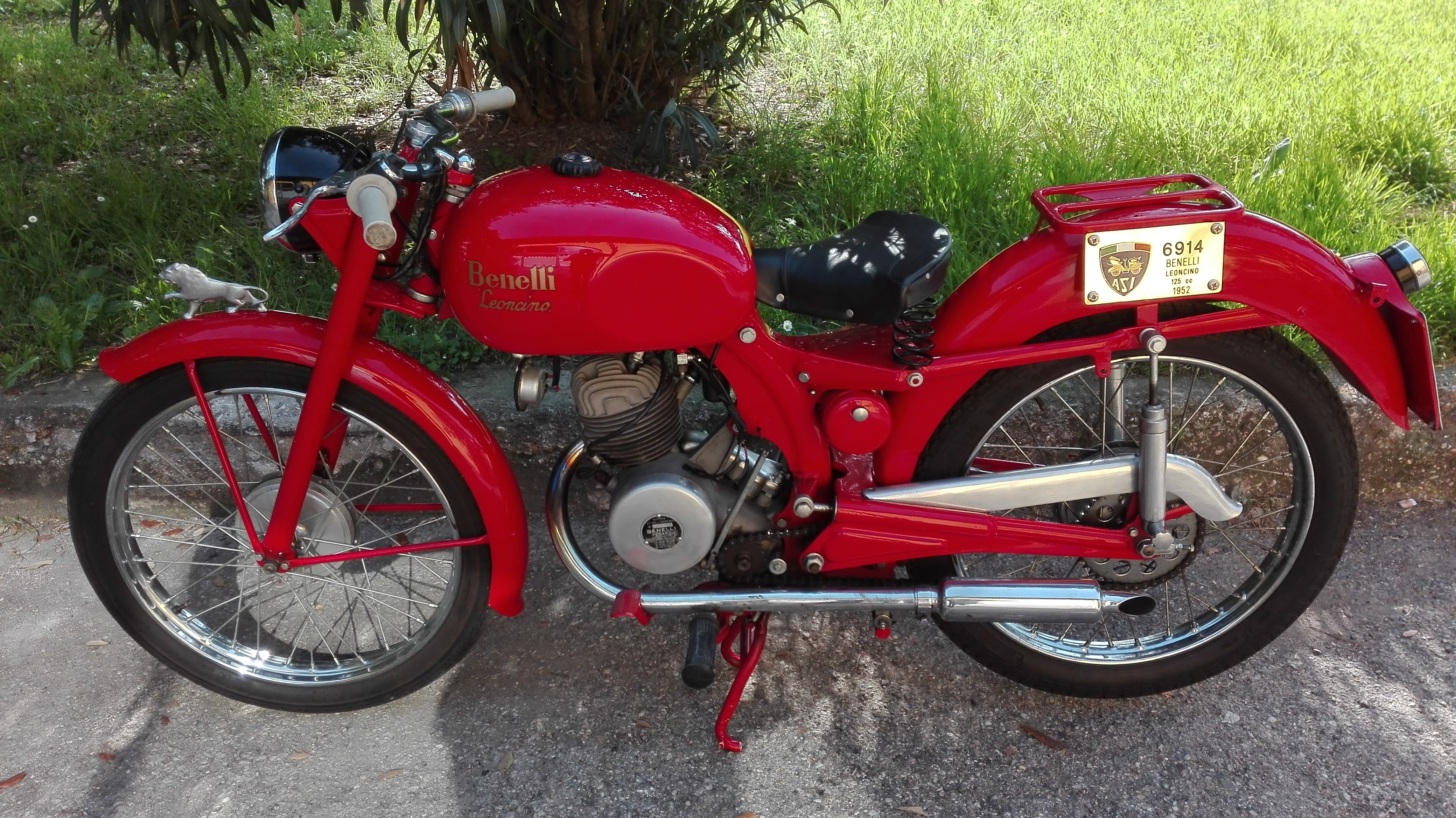
Benelli Leoncino 125 (1952)

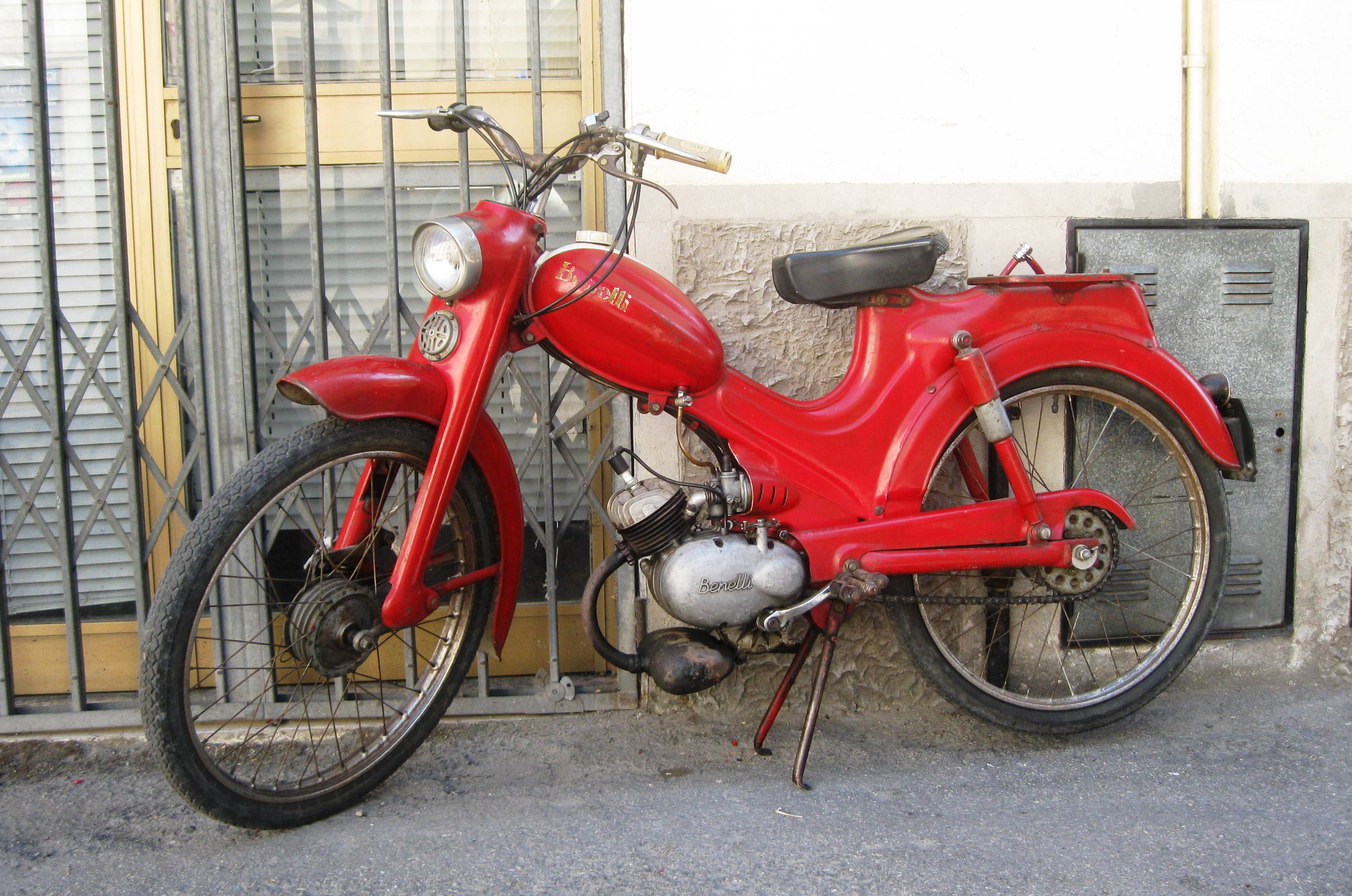
Benelli 48, detto "Ciclomotore" (1956)

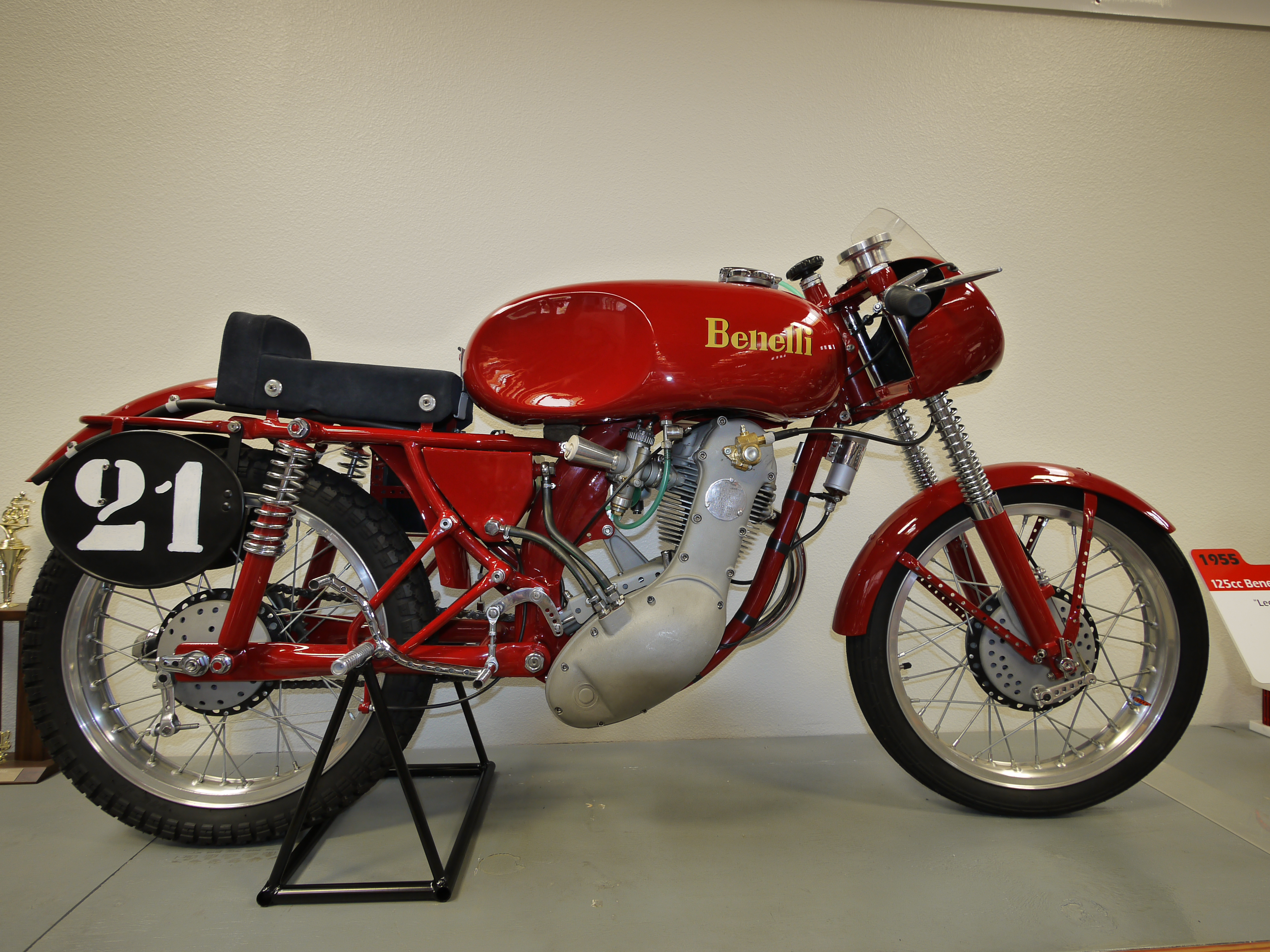
Benelli Leoncino Corsa 125 4 tempi (1955)

Le più significative evoluzioni delle moto dotate di motore a "cascata d'ingranaggi" furono: 
- Nel 1930 Giuseppe Benelli introduce un "castelletto" che consente con poche modifiche di trasformare il monoalbero in bialbero in modo che le valvole venissero comandate direttamente da due distinti alberi a camme.
- Nel 1935 viene abolita la classe 175 e la Benelli introduce due nuove cilindrate: "250" e "500" con architetture praticamente identiche. Il serbatoio dell'olio, prima posto sotto la sella, viene spostato sul basamento del motore e dotato di un piccolo radiatore per il raffreddamento del medesimo. Il cambio, che prima era acquistato da aziende terze (Albion, Burman), fu interamente progettato e costruito internamente.
- Nel 1936 sull'asse posteriore delle "250" e "500" viene applicato per la prima volta un'inedita sospensione elastica a forcellone oscillante. Nel 1938 in Benelli si pensa a una moto sovralimentata per contrastare la Gilera e la Moto Guzzi che già adottavano questa soluzione. Giuseppe Benelli applica a una monocilindrica bialbero 250 di serie un compressore volumetrico coassiale all'albero motore, ma parallelamente si stava preparando un motore 4 cilindri fronte marcia con doppio albero a camme in testa, raffreddato a liquido e con un compressore volumetrico a palette, accreditato di una potenza massima di 52 CV a 10.000 giri/min e una velocità massima di 230 km/h. Lo scoppio del secondo conflitto mondiale vanificherà ogni sforzo e questa soluzione (vietata nel dopoguerra) non sarà mai utilizzata in competizioni ufficiali.[4]

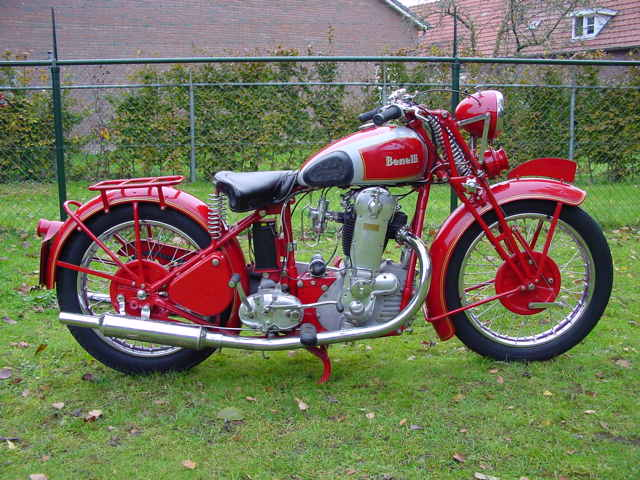
Benelli 500 Turismo Normale (1935)

Nel 1938 la Benelli aveva circa 800 dipendenti ed entrò a pieno titolo nella cosiddetta "pentarchia" insieme a Gilera, Moto Guzzi, Sertum e Bianchi.
Durante il periodo bellico l'azienda si dedicò esclusivamente alla fornitura di mezzi di trasporto a due o tre ruote a uso militare anche con motori ad "aste e bilancieri" e a "valvole laterali", meno sofisticati e prestazionali, ma più affidabili ed economici.

### Dal dopoguerra all'uscita della famiglia Benelli dalla Società (1946-1972)
Al termine del conflitto gran parte dello stabilimento restò distrutto, le attrezzature disperse o danneggiate e furono necessari tre o quattro anni per riavviare l'attività in un quadro di precarietà e miseria. Per rimpinguare le scarse risorse finanziarie i Benelli acquistarono un migliaio di motociclette abbandonate dagli alleati durante il conflitto mondiale e raggruppate nei campi A.R.A.R. che vennero poi ricondizionate e riconvertite ad uso civile.
Giuseppe Benelli, in seguito a insanabili contrasti con i fratelli sulle strategie produttive, si divide dalla società per fondare nel 1946 la BBC. La gestione della Società passerà al secondogenito Giovanni che, pur non avendo il talento progettuale del fratello maggiore, era dotato di grandi capacità organizzative avendo sempre gestito l'apparato produttivo dell'azienda. Sotto la sua direzione Giovanni fornisce ai progettisti le linee guida del modello della rinascita: la nuova motocicletta dovrà essere leggera, affidabile ed economica. Nasce così il modello Letizia dotato di un motore a due tempi (più economico del 4 tempi) di 98 cm³ con quattro cuscinetti di banco, montato su un telaio essenziale, ma elastico su entrambi gli assi. Letizia, prodotta dal 1949 al 1950, sarà  l'antesignana del modello più famoso della Benelli nel dopoguerra: il Leoncino. Dal 1951 ne produssero circa 45 000 esemplari fino alla fine del decennio, la motorizzazione più diffusa fu il 125 cm³ 2 tempi, ma anche 150 cm³ per la versione "motocarro" e 125 cm³ 4 tempi con distribuzione a "cascata d'ingranaggi", soluzione subito abbandonata per problemi di affidabilità.
Nei primi anni '60, complice la profonda crisi del motoveicolo a vantaggio dell'automobile, i vertici di Benelli e Motobi (entrambe fondate da Giuseppe Benelli) trovarono un accordo per fondersi in un'unica realtà, pur mantenendo attivi entrambi i marchi, nasce così la G.O.BEN., acronimo di Gestione Officine Benelli. Lo scopo era quello di contrastare la crisi facendo economie di scala unendo i modelli e il know how di ambedue le aziende. Nel 1962 la produzione complessiva raggiunse i 300 esemplari al giorno. Alla fine degli anni sessanta con la crescente diffusione delle case giapponesi inizia il rapido declino dell'industria motociclistica italiana, cui la Benelli/MotoBi non fa eccezione. Declino che i cugini Marco Benelli (figlio di Giuseppe) e Paolo Benelli (figlio di Tonino), tentano di arginare con investimenti nel campo sportivo e con la progettazione di nuovi motori bicilindrici a due tempi, per i quali viene ingaggiato lo specialista tedesco Peter Dürr.

#### La gamma per il mercato USA

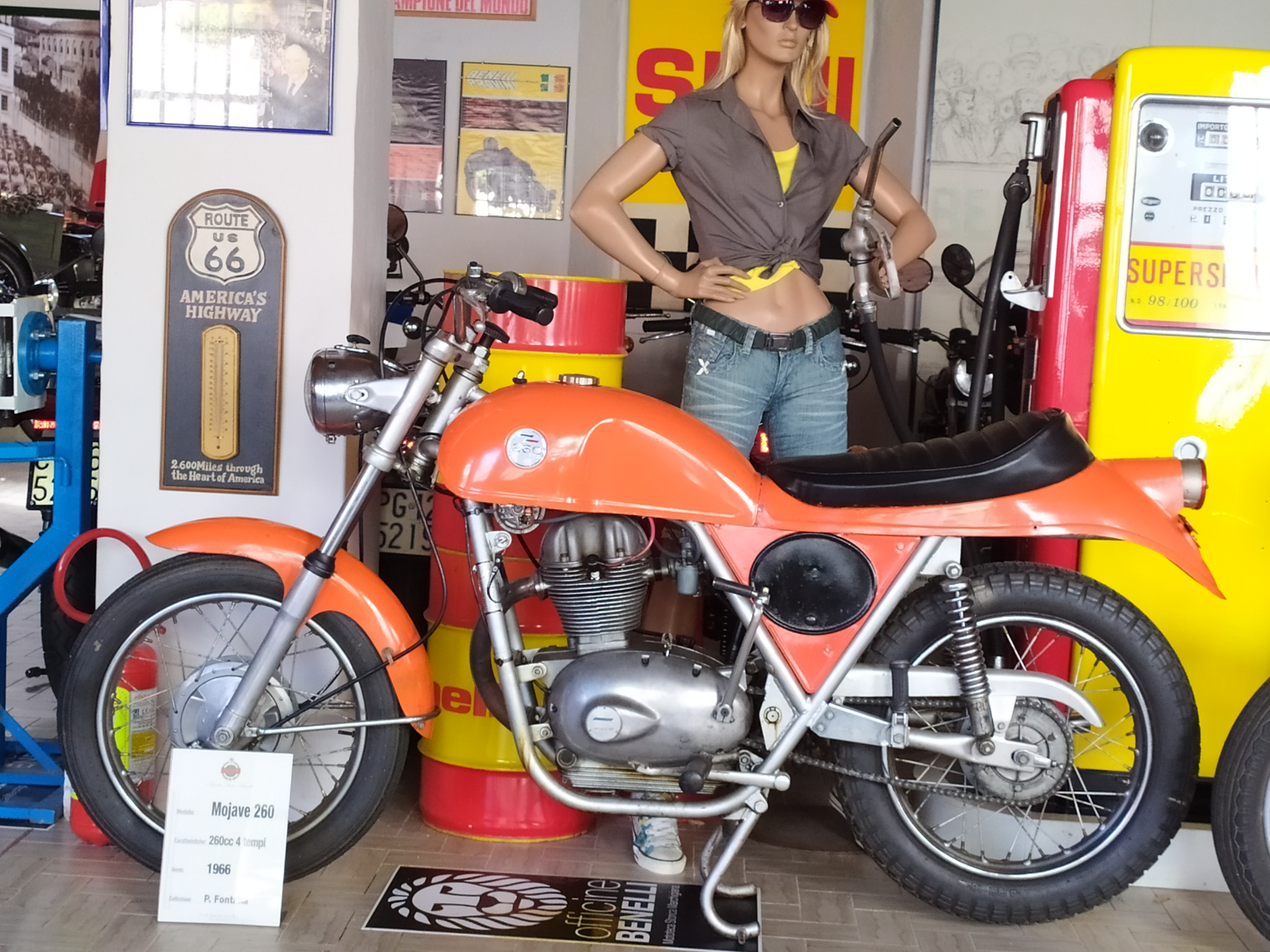
Mojave 260 prodotta dalla Benelli per il mercato USA (1966)

Dagli anni 60, nel momento di maggior crisi del mercato in Italia, la Benelli salva i bilanci con le esportazioni negli USA. Negli anni sessanta infatti sceglie due strade diverse per vendere oltreoceano: tramite l'importatore Cosmopolitan e con la Montgomery Ward e presentò i seguenti modelli:
- Tornado 650: la maxi bicilindrica venne commercializzata prima negli USA poi in Europa. Le sovrastrutture sono completamente diverse, ma la particolarità è il telaio tipo Metisse, voluto da Steve McQueen. L'attore infatti era l'uomo immagine dell'importatore Cosmopolitan e della Montgomery Ward.[5]
- Mojave 260/360: utilizzava il telaio e le sovrastrutture della Tornado mentre il motore 4 tempi era una maggiorazione del 175 cc. La moto, proposta anche in allestimento Scrambler, si poteva comprare in negozio oppure farsela spedire a casa smontata con un risparmio di alcuni dollari. L'operazione commerciale di montare il Marchio Riverside e non Benelli partì bene ma finì male per via dell'inesistente rete di assistenza e per via del prezzo. Ne furono realizzati circa 1000 esemplari.
- Buzzer/Hurricane/Dynamo/Hornet: scooter a ruote piccole con motore da 65 cc (al posto di 50 cc venduti in Italia). Rispetto ai modelli venduti in Italia, cambiavano i nomi e qualche dettaglio.
- Volcano: "scooter" a ruote basse derivato dal Mini Cross ma con una cilindrata di 180 cc.

### La gestione Alejandro De Tomaso (1972-1989)

Alejandro De Tomaso in sella a un prototipo della Benelli 750 Sei (1972)

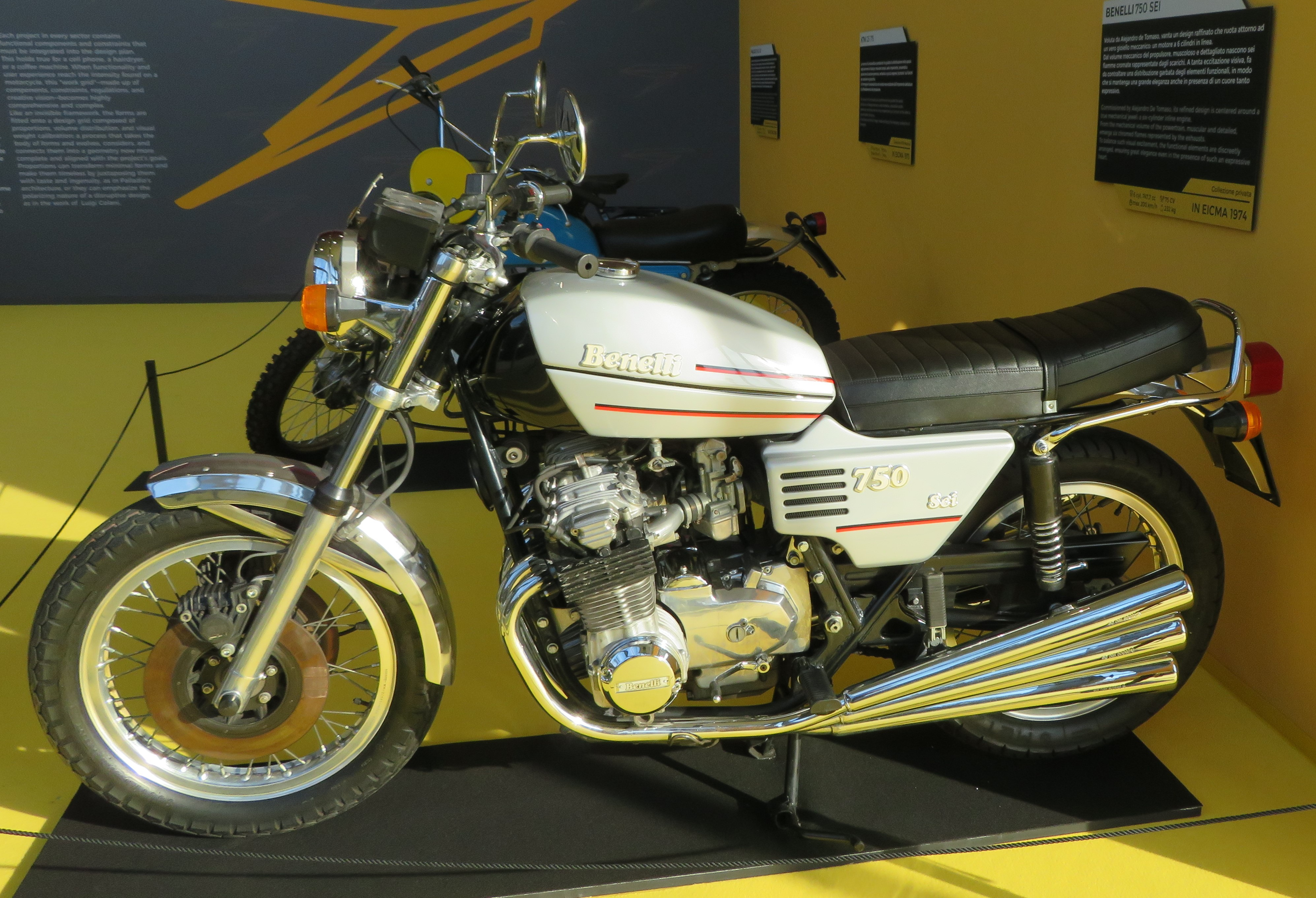
Benelli 750 Sei (1975)

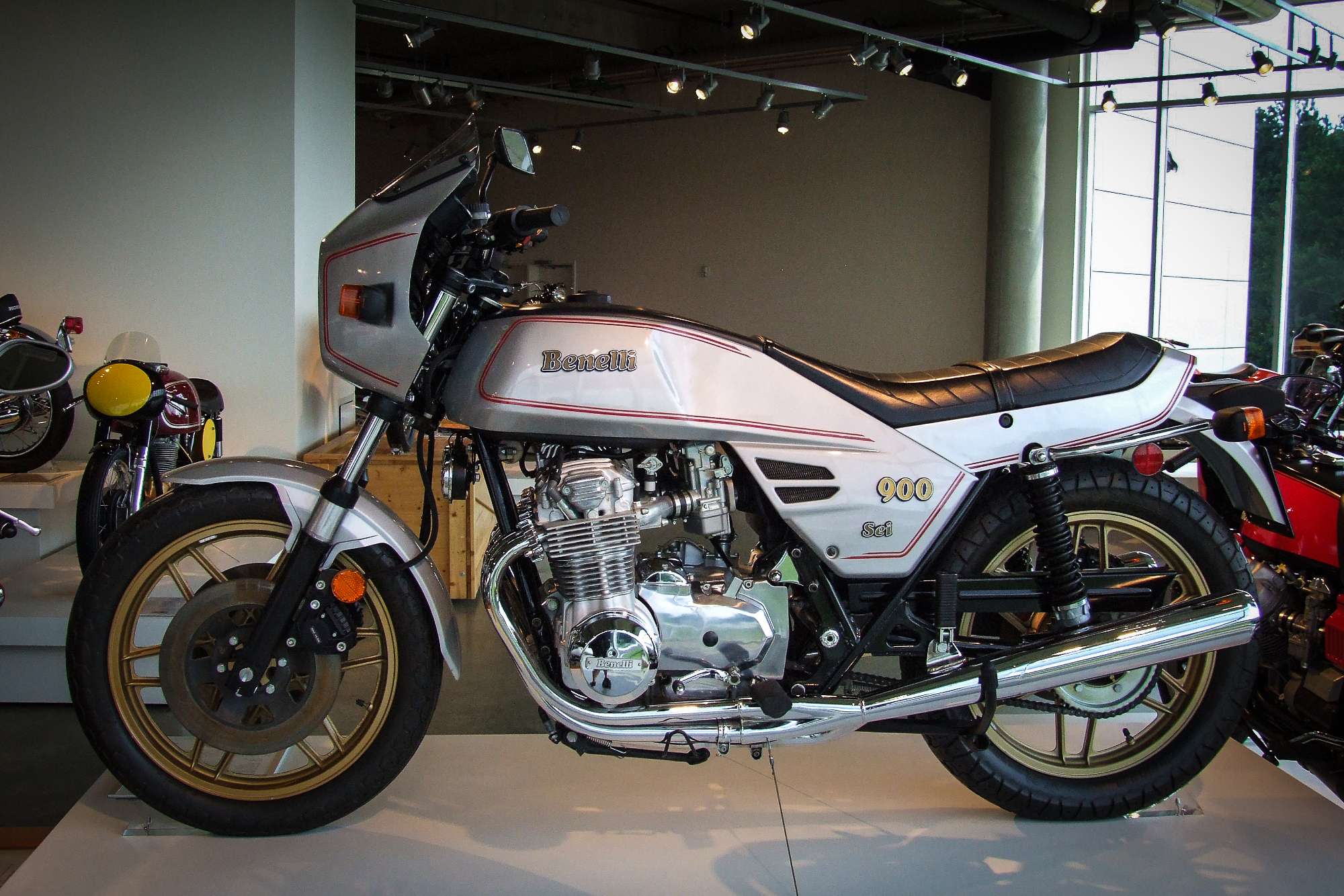
Benelli 900 Sei (1983)

De Tomaso è stato indubbiamente uno degli industriali più discussi e potenti d'Italia negli anni '60, '70 e '80. Fonda nel 1959 la De Tomaso automobili a Modena e realizza una propria serie di autovetture stradali e da competizione. Acquisirà poi una serie di aziende italiane come Maserati, Innocenti, Ghia e Vignale e successivamente, nel 1971, la Benelli per 11 miliardi (la Casa è indebitata per 9) e la Moto Guzzi nel 1973. De Tomaso aveva quindi molti e diversificati interessi, acquisiva aziende in difficoltà attraverso la GEPI per poi ristrutturarle e cercare di rivenderle intascandone le plusvalenze. Questo suo approccio non aveva evidentemente una lungimirante continuità industriale, per cui nelle sue acquisizioni ci sono state più "ombre" che "luci". Non fa eccezione la Benelli, che vivrà il periodo più travagliato della sua centenaria storia.
Con l'arrivo di De Tomaso, Marco Benelli (figlio di Giuseppe) rimase in azienda come dirigente, mentre il cugino Paolo (figlio di Tonino) lasciò per dedicarsi alla Benelli Armi fondata dallo zio Giovanni. Nel 1976 Paolo, insieme alla Morbidelli, costituirà una società con sede a Sant'Angelo in Vado (PU) per la produzione di moto da GP denominata MBA (Morbidelli Benelli Armi).

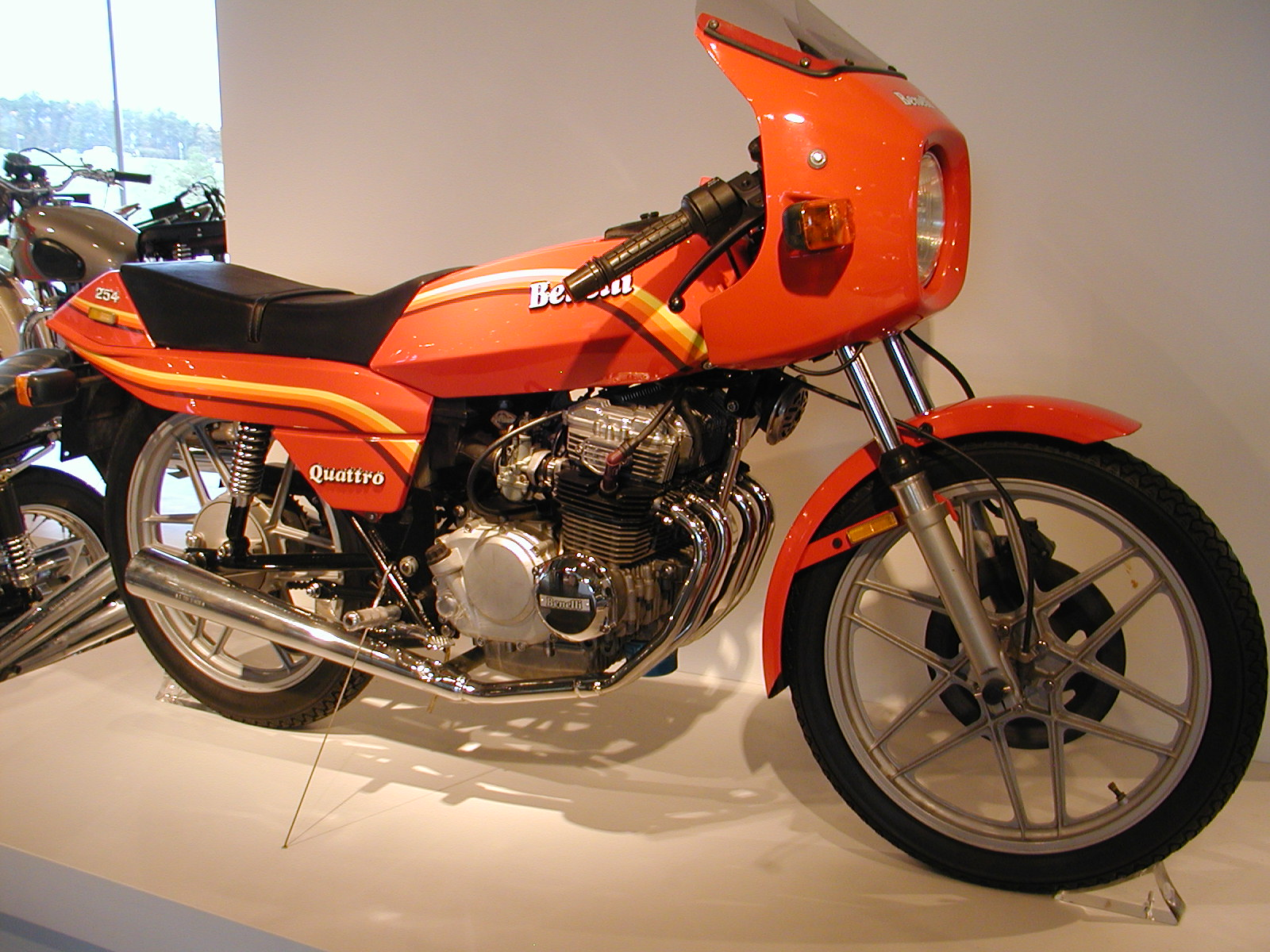
Benelli 250 Quattro (1981), la quattro cilindri più compatta mai prodotta

Il manager italo-argentino decide di sfidare le case giapponesi sul loro stesso terreno, a tal fine chiede ai progettisti di prendere "ispirazione" dal motore Honda CB 500 Four. Nacque così la 500 Quattro (1974) che sarà la base della 750 Sei con il suo motore a sei cilindri in linea, primo al mondo su una moto stradale. Gli esperti del settore giudicarono la 750 Sei una moto facile da guidare, con una elevata elasticità del motore, una eccezionale tenuta di strada e degli ottimi freni. L'unica nota negativa era l'accensione che doveva portare la corrente al momento giusto alle candele. Nel 1974 divenne "Moto dell'anno" e nel 1975 ci furono le prime consegne. Aveva una velocità massima di 200 km/h, 75 cv a 9500 giri al minuto e fu prodotta in 3200 esemplari fino al 1977. La motocicletta però fin da subito evidenzia diverse criticità dovute a scelte progettuali, materiali e lavorazioni non all'altezza della concorrenza nipponica a cui si abbineranno una rete di distribuzione e di post vendita carenti, una politica industriale che ben presto di rivelerà deleteria. Quindi, il colpo finale, sarà inferto dalla fusione con l'acerrima e storica rivale (nelle corse) Moto Guzzi nella Guzzi-Benelli Moto (G.B.M. S.p.A.) che porterà entrambi i marchi sull'orlo del baratro.
Negli anni 80 la Benelli si trasforma in una scatola vuota. Le cause sono molteplici, ma tutto inizia a fine anni 70, quando il Gruppo De Tomaso perde colpi a causa delle difficoltà che incontrano Maserati e Innocenti in campo auto. Tutto ciò si riflette negativamente anche sulle moto, poco sviluppate e costruite con sempre minor cura. Tra queste ci sono la 125 Turismo e la 125 Sport, la 125 BX Cross con telaio e motore TM Racing (piccola Azienda Pesarese specializzata in moto da cross) costruita in collaborazione con FMI e col Team Italia; senza dimenticarsi della custom 125 CS; della 125 E, una enduro 2 tempi, con raffreddamento a liquido, cambio a 6 marce e una potenza di 20 cv e infine della Jarno (denominazione dedicata al pilota Saarinen) presentata nel 1987, fu la prima 125 ad avere 3 freni a disco. Aveva inoltre un motore da 27 cv a 10500 giri e un gran telaio ma la ridotta rete vendita e una produzione limitata ne decretarono l'insuccesso.
Anche tra il segmento dei ciclomotori, le idee a De Tomaso non mancano e, agli inizi degli anni 80, lancia l'S50 (presentato al MotorShow nel 1980): un ciclomotore, clone della Yamaha Passola (mai importata in Italia) di 50 cc, con raffreddamento ad aria, cilindro verticale, cambio automatico a 2 velocità e che richiedeva una miscela all'1% (un record); l'S125, presentato nel 1982 ma messo in vendita due anni dopo e con la trasmissione che prevedeva due frizioni, una comandata a mano e l'altra automatica. Un altro ciclomotore degno di nota è il Laser (del 1985) di 50 cc: si trattava dell'S50 con una carrozzeria in plastica differente, con lo scudo anteriore che avvolgeva completamente la ruota e che disponeva di uno sportello attraverso cui si accedeva al vano portaoggetti. Fu commercializzato ad un prezzo analogo a quello della Vespa e nel 1988 uscì di produzione.
A fine anni 80, l'attività produttiva si ridusse ai minimi termini e nel 1989 solo un'ottantina di operai lavoravano, mentre altri 153 erano in cassa integrazione.
In questo periodo la Benelli si trasferirà nell'area industriale di Chiusa di Ginestreto in prossimità di Pesaro, mentre lo storico stabilimento di viale Mameli sarà quasi completamente demolito per far posto ad un centro direzionale.

### La gestione Giancarlo Selci (1989-1994)
De Tomaso decide a quel punto di cedere l'azienda e la sopravvivenza della Benelli sarà garantita da Giancarlo Selci, pesarese, anno 1936, ex tornitore della Benelli, fondatore della Biesse, uno dei maggiori gruppi industriali al mondo per la produzione di macchine per la lavorazione del legno, vetro e pietra, che rileva la Casa del Leoncino il 23 ottobre 1989.
Selci acquista la Benelli cercando di rilanciare il settore dei ciclomotori. Tiene in produzione l'economico "S50" e il "City Bike" (aggiornato con nuove colorazioni e denominato City Bike 90), lancia nuovi scooter come il "Così", lo "Scooty" e due moto sportive di 50 cc a marce: lo Spring e il Devil. Di quest'ultimo viene anche organizzato un trofeo monomarca, ma le vendite non decollano e Selci decide di gettare la spugna dedicandosi esclusivamente al suo business principale: la Biesse Group.

### La gestione Andrea Merloni (1995-2004)
Dal momento in cui la Benelli fu venduta dagli ultimi eredi della sua dinastia, la Casa andò, anno dopo anno, sempre più in declino: lo sfavorevole momento del mercato motociclistico, e la scarsa convinzione dei successivi proprietari, portarono la Benelli a un punto morto: i nuovi modelli immessi sul mercato non ebbero l'accoglienza sperata e quelli esistenti erano ormai superati.
Nel dicembre 1995 ci fu la svolta decisiva: il giovane Andrea Merloni, di soli 28 anni, rampollo della nota dinastia marchigiana di industriali degli elettrodomestici e appassionato motociclista, decise di rilevare la Benelli e rilanciarla sul mercato mondiale, prima inaugurando uno nuovo stabilimento in Strada della Fornace Vecchia, dove la stessa Benelli ha sede ancora oggi, poi entrò nei settori più difficili, avvalendosi di giovani e dinamici progettisti e designer, lanciando una serie di scooter e maximoto per dare immediato ossigeno alle casse e organizzare la rete di vendita e assistenza. Trasformò la Società da s.r.l. a S.p.a. con un aumento di capitale da 180 milioni a 20 miliardi di lire. Il 55% del capitale societario faceva capo alla famiglia Merloni, la restante parte era detenuta con il 10% ciascuno da Giancarlo Selci, da Augusto Baronciani, dai fratelli Montagna, dalla famiglia Colombo di Bergamo e il restante da una finanziaria regionale.

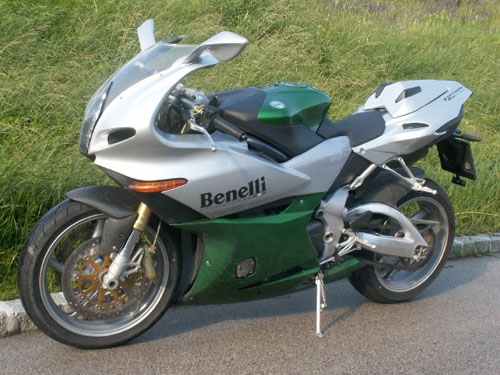
Benelli Tornado Tre 900 (2002)

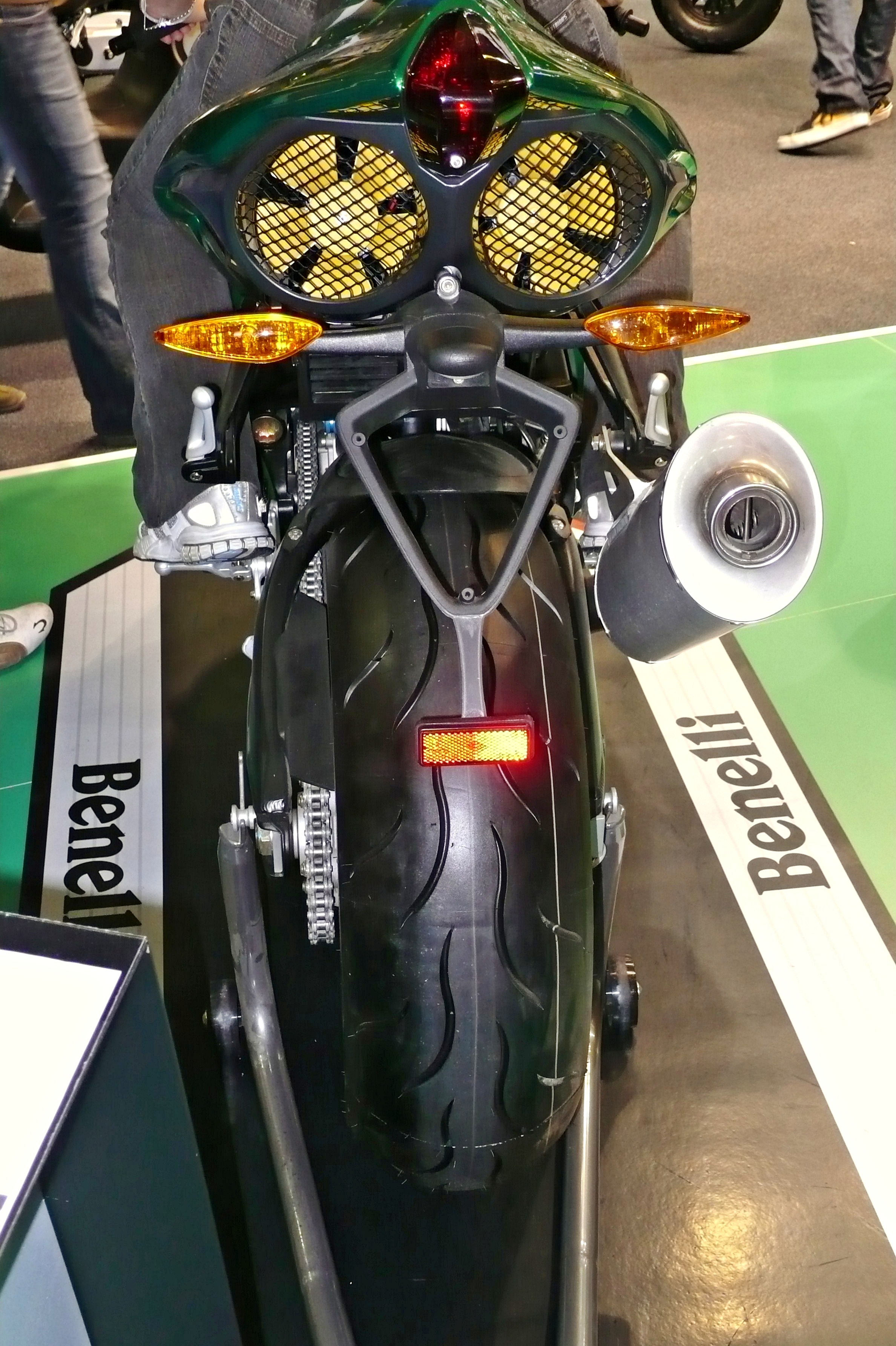
Particolare del radiatore sotto la sella della Tornado

Così, in poco più di un anno dalla rinascita, furono immessi sul mercato i primi nuovi prodotti come i modelli Adiva (nelle cilindrate 125 e 150) dotato di tettuccio rigido ripiegabile nel bauletto (primo scooter al mondo a essere dotato di questo meccanismo, poi copiato dalla concorrenza), il Velvet (nelle cilindrate 125, 150, 250, 400) che rimase in listino fino al 2012, il 491, molto di voga tra i quattordicenni dell'epoca, che montava un raro motore Morini orizzontale di 50 cm³ a 2 tempi con raffreddamento a liquido e che lo rendeva uno dei più performanti del lotto, il K2 (50 e 100 cm³) e il Pepe (di 50 cm³ divenuto poi lo scooter Benelli più venduto degli ultimi anni); questi ultimi, motorizzati con motore Minarelli, che riscossero un buon successo commerciale.

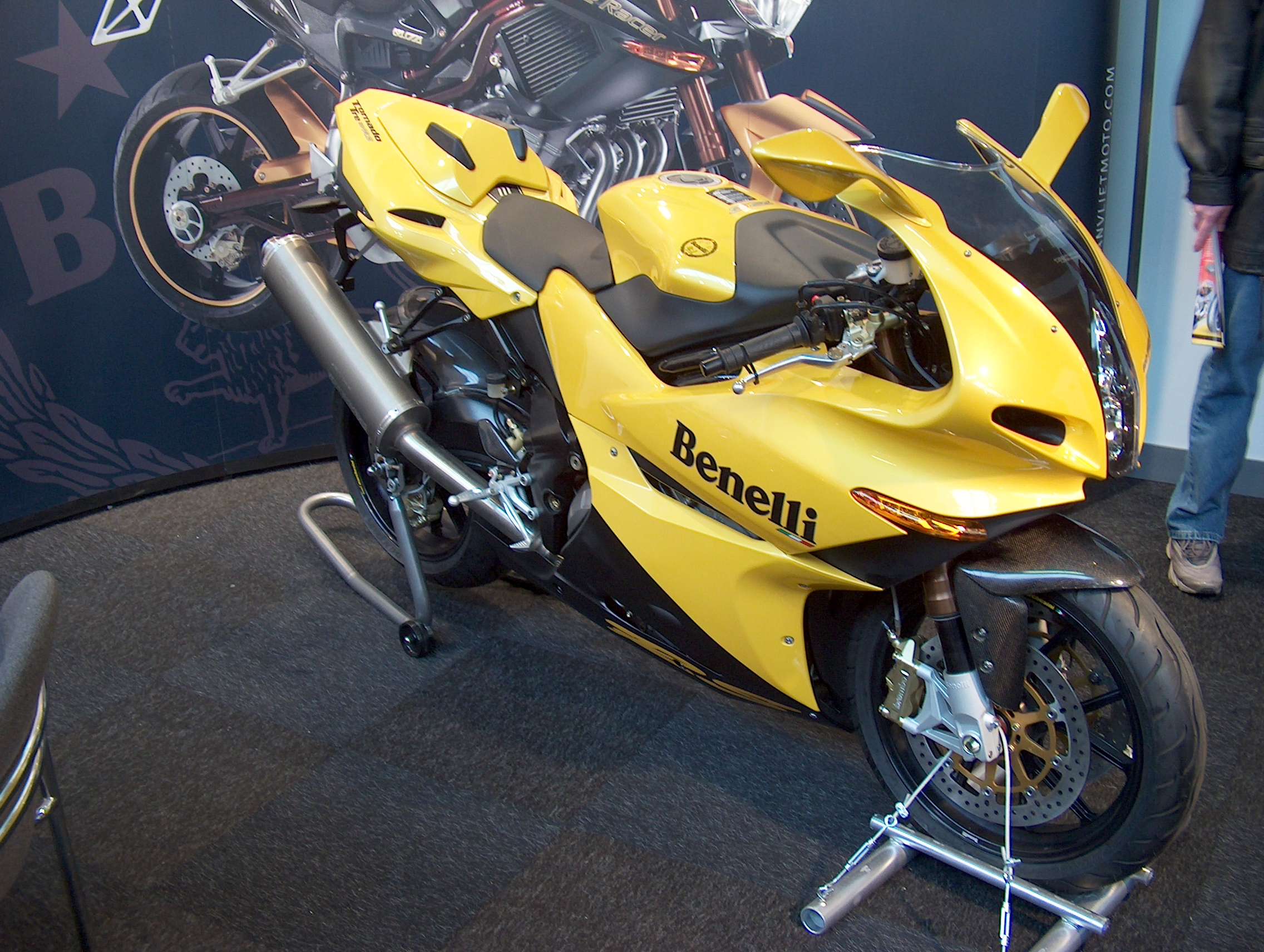
Benelli Tornado Tre RS (2004)

Nel 1999 fu ingaggiato il tecnico Riccardo Rosa (ex Cagiva) e fu quindi presentata la nuova Tornado Tre, una moto sportiva (da 900 cm³, poi portata a 1130 cm³), con interessanti innovazioni tecnologiche. Si trattava infatti di una moto sportiva pura, dotata di un motore a 3 cilindri in linea che presentava una inedita disposizione del radiatore di raffreddamento posizionato sotto il codino posteriore e dotato di due ventole di estrazione forzata dell'aria di scenografico effetto e di un inedito telaio "misto" costituito da una pressofusione di alluminio e da tubi in acciaio uniti fra loro con una tecnologia di provenienza aeronautica.
Della Tornado furono presentati due prototipi: il primo con motore a scoppi irregolari "big bang" (poi non andato in produzione) e con doppio iniettore per cilindro; e il secondo con telaio in tubi di acciaio vincolati tramite colla aeronautica alle piastre verticali (fuse in terra) e fissati da viti traenti, scarico in alluminio, carbonio e titanio, coperchi motore in magnesio, cambio estraibile e motore che non presentava ancora il radiatore dell'olio (introdotto poi nella versione 900 RS).
La Tornado 900 nacque con l'intento di riportare le moto Benelli nel mondo delle competizioni: a metà stagione SBK del 2001 infatti debuttò a Misano con Peter Goddard a pilotarla e svilupparla.
Qualche anno dopo, la Tornado, portata a 1130 cc, correrà grazie a privati in campionati nazionali italiani e non, nella 24 ore di Spagna, e nel Mondiale Endurance del 2007 (con Stefano Cordara). Nel 2001 la Benelli adottò per il primo prototipo SBK uno scarico laterale sdoppiato, mentre in gara presentò la soluzione dello scarico sdoppiato simmetricamente ai lati della coda, per tornare nel 2002 poi allo scarico singolo laterale in quanto permetteva un rendimento migliore. In gara poi, anche la frizione a secco della Tornado superbike era differente: non Surflex (montata sulla versione stradale), bensì EVR.
La Tornado 900 partecipò anche al Tourist Trophy del 2000 (che differiva dalla versione di serie per il motore "big bang", per il coperchio frizione differente e per l'oblò del livello olio).
Vista l'esperienza Benelli nel campo scooter, nel 2000 la Renault stipulò un accordo con la Benelli per la produzione di scooter da 50 cc a 250 cc: identici nella struttura, differivano solo per la presenza del marchio della Casa francese.

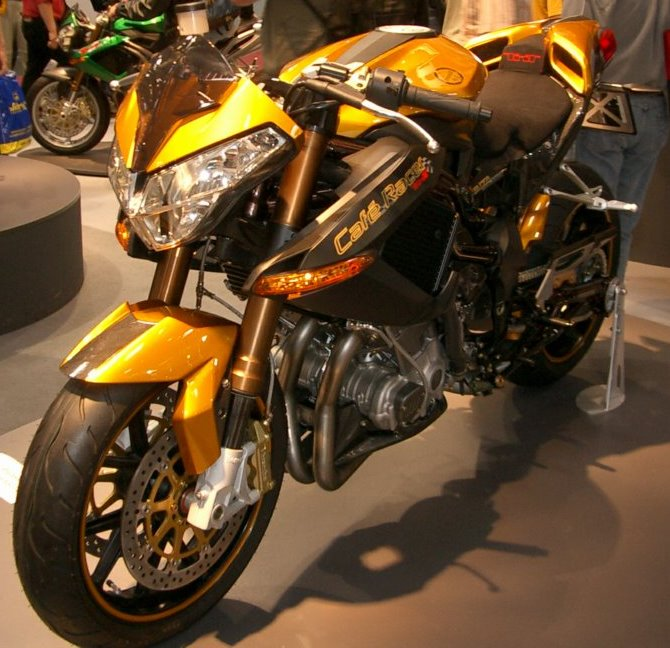
Benelli TNT Cafè Racer (2006)

"Le corse migliorano la razza" e Merloni, ex pilota, lo sapeva bene per cui il passo successivo fu preparare la nuova Tornado per le gare. Come da suo stile, Merloni cominciò immediatamente a correre nel 2001 e nel 2002 nel Campionato mondiale Superbike con il pilota Australiano Peter Goddard, che con la sua lunga esperienza ha saputo dare le indicazioni per migliorare la moto e di conseguenza anche quella di serie. Tenuto conto che la squadra era all'esordio e la concorrenza agguerrita, i risultati furono superiori alle attese con un 36º posto nella classifica finale nel 2001 (con 7 punti) e un 22º posto in quella del 2002 (con 23 punti). Fu così realizzata una versione limitata da 150 esemplari della Tornado (denominata Tornado LE, dove LE sta per Limited Edition).
Nel 2003 si pensa di rispolverare il marchio MotoBi, ma solo per la gamma scooter, sostituendo semplicemente il logo Benelli con il nuovo logo MotoBi.
Nel 2004 Benelli irrompe con un nuovo modello naked dal design futurista che rimarrà in gamma fino al 2017: la TNT, una roadster caratterizzata dello stesso motore a 3 cilindri portato ad una cilindrata di 1130 cm³, disposizione laterale sdoppiata del radiatore di raffreddamento ed un telaio che utilizzava le stesse tecnologie aeronautiche della Tornado. Nel 2004 fu premiata da una rivista tedesca come miglior moto dell'anno.
I risultati della nuova Benelli sono incoraggianti ma i forti investimenti per la Tornado non sono compensati dalle vendite e anche Andrea Merloni decide di fermarsi.

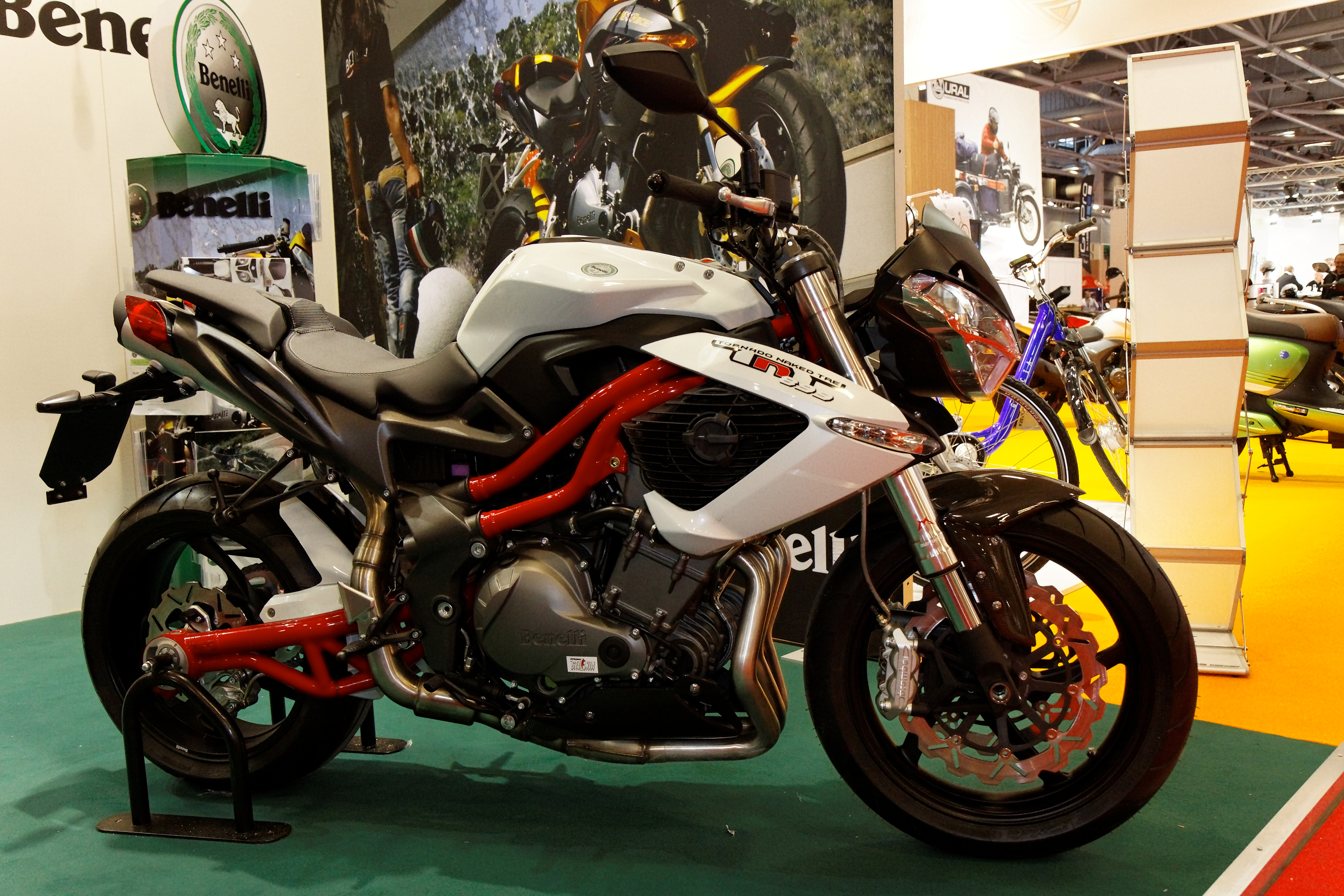
Benelli TNT 899 (2012)

### Gruppo Qianjiang (2005-oggi)
- Dopo la chiusura di Merloni, per l'acquisto della Benelli si fece avanti un miliardario russo di 25 anni, Nikolai Smolenski, già proprietario del marchio inglese di auto sportive TVR. Secondo alcune indicazioni, il nuovo proprietario avrebbe dovuto assumere una trentina dei 50 dipendenti che erano in cassa integrazione straordinaria per la fabbricazione di moto per il mercato russo. L'accordo prevedeva anche che l'azienda sarebbe dovuta rimanere a Pesaro. Qualche tempo dopo in Benelli arrivarono alcuni rappresentanti di una fabbrica cinese, i quali erano interessati all'acquisto di alcuni stampi di modelli Benelli di 50 cc. Alla fine nulla di tutto ciò andò in porto e il marchio fu acquisito dal colosso cinese Qianjiang Group nel settembre del 2005.[14] La Qianjiang Group è una società cinese costruttrice di piccoli motocicli e motori, che possiede già i Marchi Keeway e Generic e che decide di mantenere l'attività produttiva e ingegneristica a Pesaro, affidando l'azienda all'amministratrice unica Yan Haimei. La produzione di moto riparte quasi immediatamente, il montaggio dei motori a 3 cilindri (precedentemente eseguita dalla Franco Morini Motori) viene riportata in casa, la gamma scooter viene altresì riavviata con motori di provenienza cinese. Al 63º Salone di Milano del novembre 2005 Benelli quindi si ripresenta viva, aggiorna la Tornado con il motore da 1130 cm³ della TNT, dalla quale fa anche derivare una versione più alta e più motard denominata ufficialmente Tre 1130 K. Ne uscirà anche una versione con gomme tassellate denominata Tre-K Amazonas.

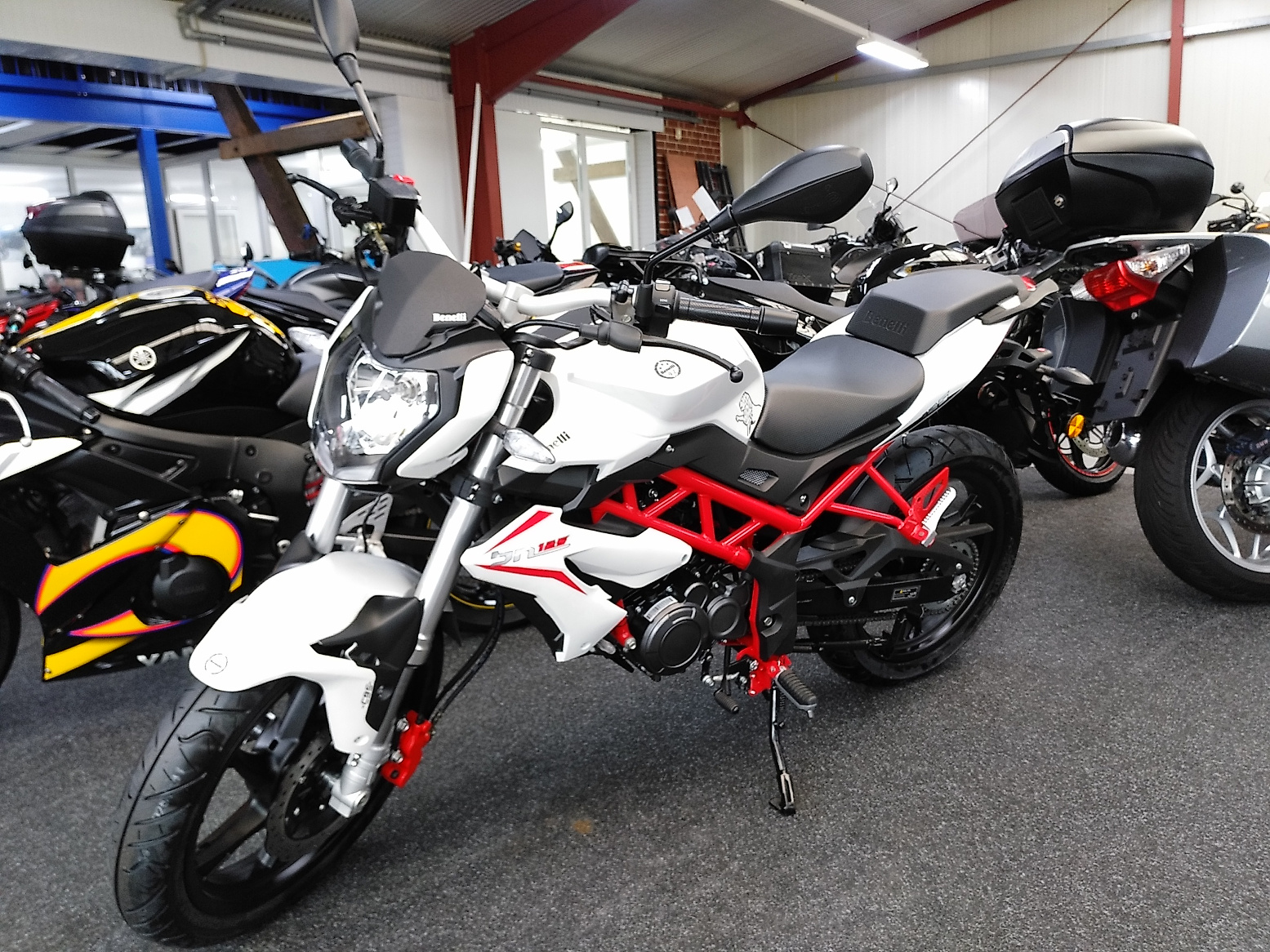
Benelli Bn125 (2019)

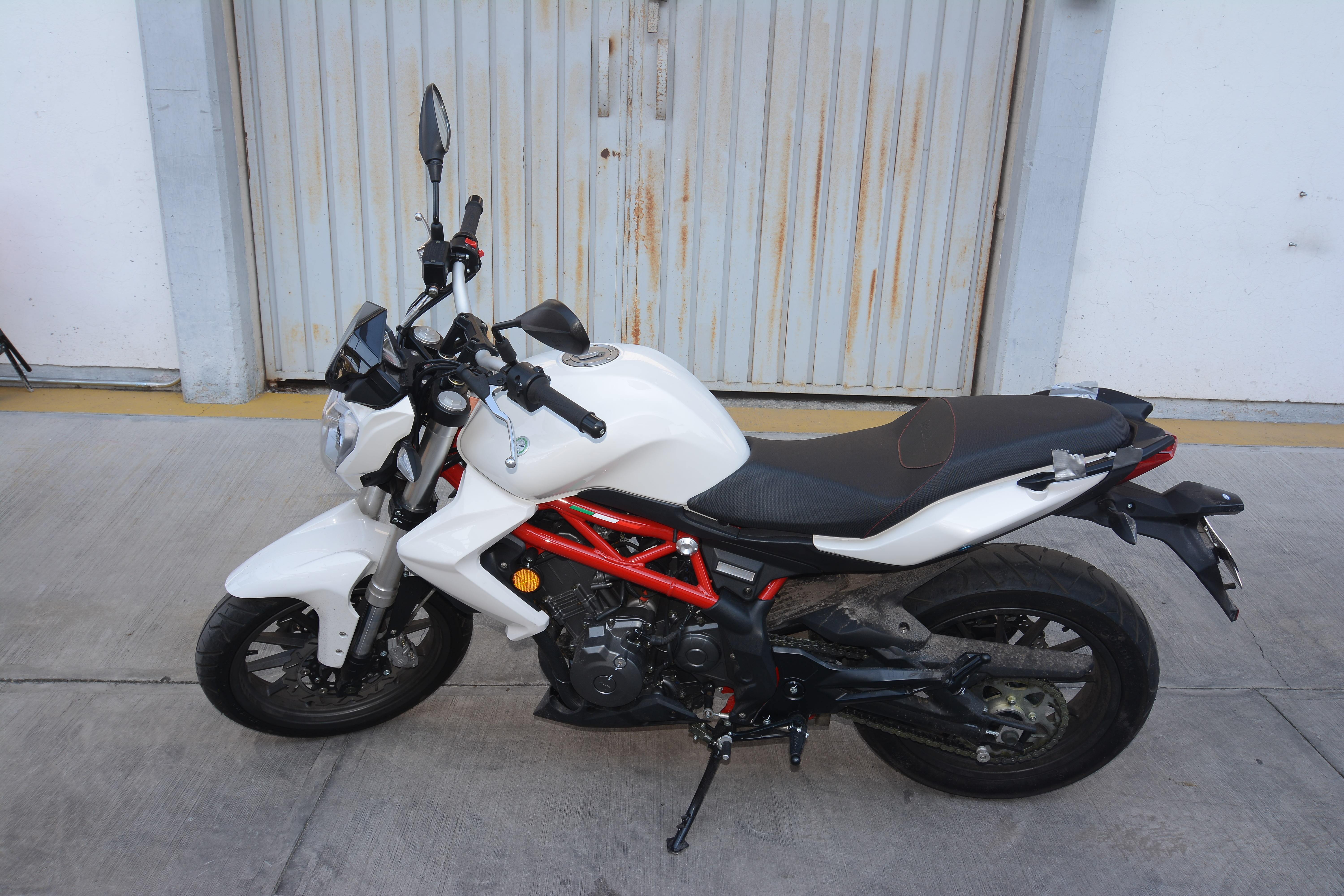
Benelli Bn302 (in alcuni mercati venduta col nome TNT 300)

- Al Salone di Milano del 2006 la Casa pesarese (con i capitali cinesi di Qianjiang), decisa ad espandere i propri interessi anche nel mondo del fuoristrada, presenta al grande pubblico un’innovativa quattro tempi dotata di una linea pulita ed elegante al tempo stesso, che suscitò molto interesse tra gli operatori e gli appassionati dell'off-road: la BX. La BX fu presentata inizialmente nella versione cross, la BX 449, ma poi fu declinata anche nelle versioni Enduro (BX505) e Motard (BX570), ognuna dotata di una motorizzazione specifica. Il progetto, pur marchiato Benelli, era in verità frutto delle esperienze dei fratelli Vertemati che avevano studiato per il costruttore pesarese una moto innovativa. Il motore quattro tempi era caratterizzato da un carter centrale in pezzo unico, iniezione elettronica, cambio estraibile, sedi valvole in berillio e valvole in titanio, mentre il telaio, perimetrale in alluminio aveva un sistema brevettato per variare la rigidità torsionale grazie all’adozione di inserti in carbonio, intercambiabili, e inseriti nella zona inferiore della trave portante superiore. Il forcellone era in pezzo unico ricavato per fusione. Dopo alcuni anni, durante i quali furono fatte circolare foto dei prototipi definitivi e furono fatti provare alla stampa specializzata vari esemplari praticamente definitivi della moto nelle tre versioni, il progetto fu interrotto senza mai giungere alla produzione di serie per il cambio di scelte strategiche della dirigenza, che decise di concentrarsi su altri prodotti e fasce di utenza.[15] Nello stesso anno Benelli presenta la Due, una bicilindrica di 756 cc con telaio e forcellone in alluminio, forcella da 50 mm a steli rovesciati, pinze freno ad attacco radiale e scarico basso. Nello stesso anno vince, nella categoria "Open Category" del Motorcycle Design Awards 2006, il premio come moto più bella. Purtroppo la crisi della Benelli di quegli anni, costrinse la dirigenza a cancellare il progetto che ormai era ben collaudato.[16]
- Nel 2007, per rilanciare il Marchio, la Benelli, sotto proprietà cinese, presenta la Tnt e la Tre-K con motore 899 e le versioni depotenziate da 35 KW (adatta per i neopatentati).
- Il 6 luglio 2010 subentra, al direttore tecnico Pierluigi Marconi, l'ex manager Yamaha Claudio Consonni, già responsabile di produzione dello stabilimento Yamaha Motor Italia di Lesmo.[17] Incarico che si concluderà il 28 settembre 2012.
- Negli anni successivi Benelli amplia la gamma degli scooter e, al Velvet e al rinnovato Pepe anche in versione 50 cc 4 tempi e 125 cc, si aggiungono il QuattroNoveX di 50 cc che successivamente sarà affiancato anche dalle versioni da 125 e 150 cc (X125 e X150); lo scooter a ruote alte e con pedana piatta Macis disponibile nelle cilindrate di 125 e 150 cc; il CaffeNero (125 e 150) derivato dal Keeway Outlook, che successivamente sarà affiancato dalla versione da 250 cc e lo Zenzero di 350 cc, derivato dal Keeway Index. Tutti rimasero in gamma fino al 2015, fino quando Benelli decise di abbandonare la produzione degli scooter, per concentrarsi sulla produzione di moto di media e piccola cilindrata.
- Nel 2011, in occasione del centenario del Marchio, viene presentata la Century Racer, nelle cilindrate 899 e 1130, su base Tnt che differiva da quest'ultima per la colorazione verde (Verde Vintage) e per il marchio storico degli anni 50 stampato sul serbatoio, oltre che per la sella in alcantara. Inoltre dal 2011 in poi, tutti i modelli di Tnt e Tre-k e tutti i modelli di scooter saranno caratterizzati dall'adesivo "100 Anni Benelli".

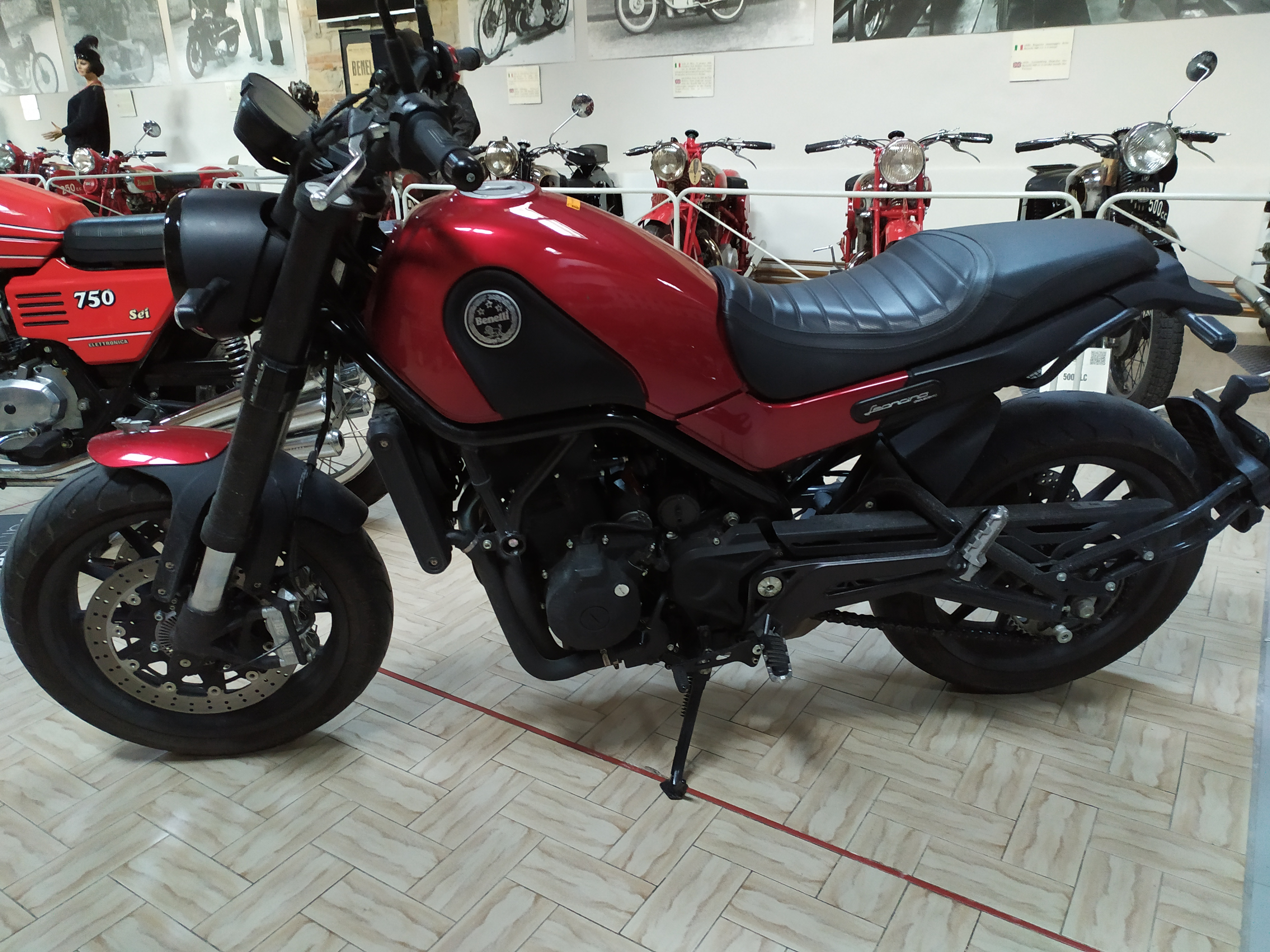
Benelli Leoncino 500 (2018)

- Benelli 302R (2016)Benelli Leoncino 500 (2018) Nel 2012, Benelli, presenta la prima moto progettata sotto proprietà cinese: la Bn600 R, una quattro cilindri in linea di 600 cc, con 82 cavalli, una linea accattivante, forcelle Marzocchi e freni Brembo. Qualche anno più tardi presenta una versione più economica senza forcelle Marzocchi e senza freni Brembo denominata BN600i e una versione turistica (Bn600GT).

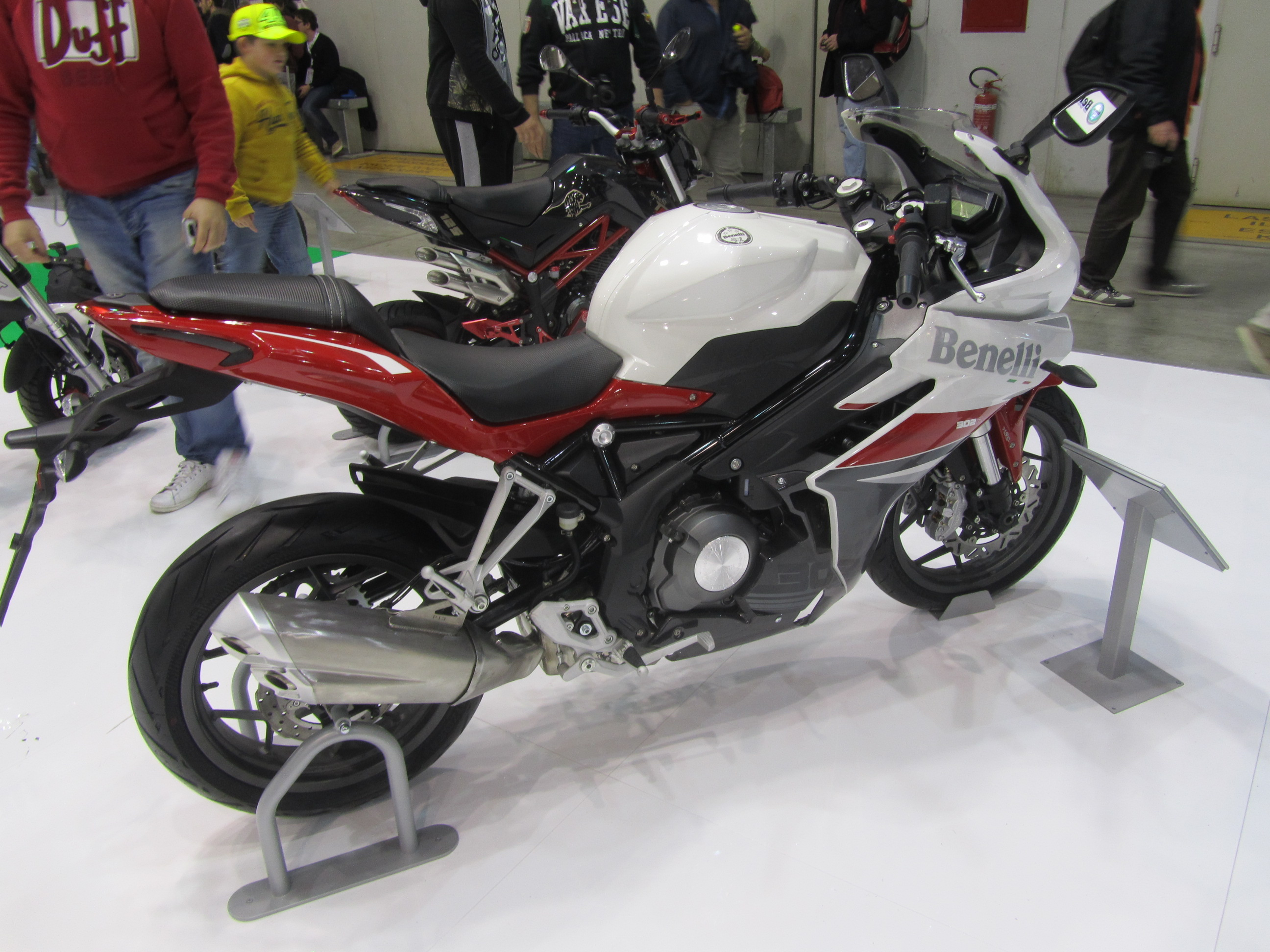
Benelli 302R (2016)

- Il 19 luglio 2016 il Tribunale di Pesaro, a seguito dell'istanza presentata da un fornitore che vanta un credito di 120.000 euro, accerta lo stato di insolvenza e dichiara il fallimento dell'azienda che già nel 2014 e nel 2015 aveva chiuso il bilancio in perdita.[18][19] Sentenza che verrà però revocata il 22 novembre 2016 dalla Corte d'Appello di Ancona. Nello stesso anno Benelli presenta il nuovo CentroStile Benelli, occupato da designer che ne hanno fatto il loro quartier generale in Italia, a Pesaro e nato per caratterizzare i prodotti della Casa tra cui il nuovo Leoncino. Sempre nel 2016 Geely Automobile, proprietaria anche di vari marchi automobilistici fra cui Volvo, acquista quote di Benelli Q.J.

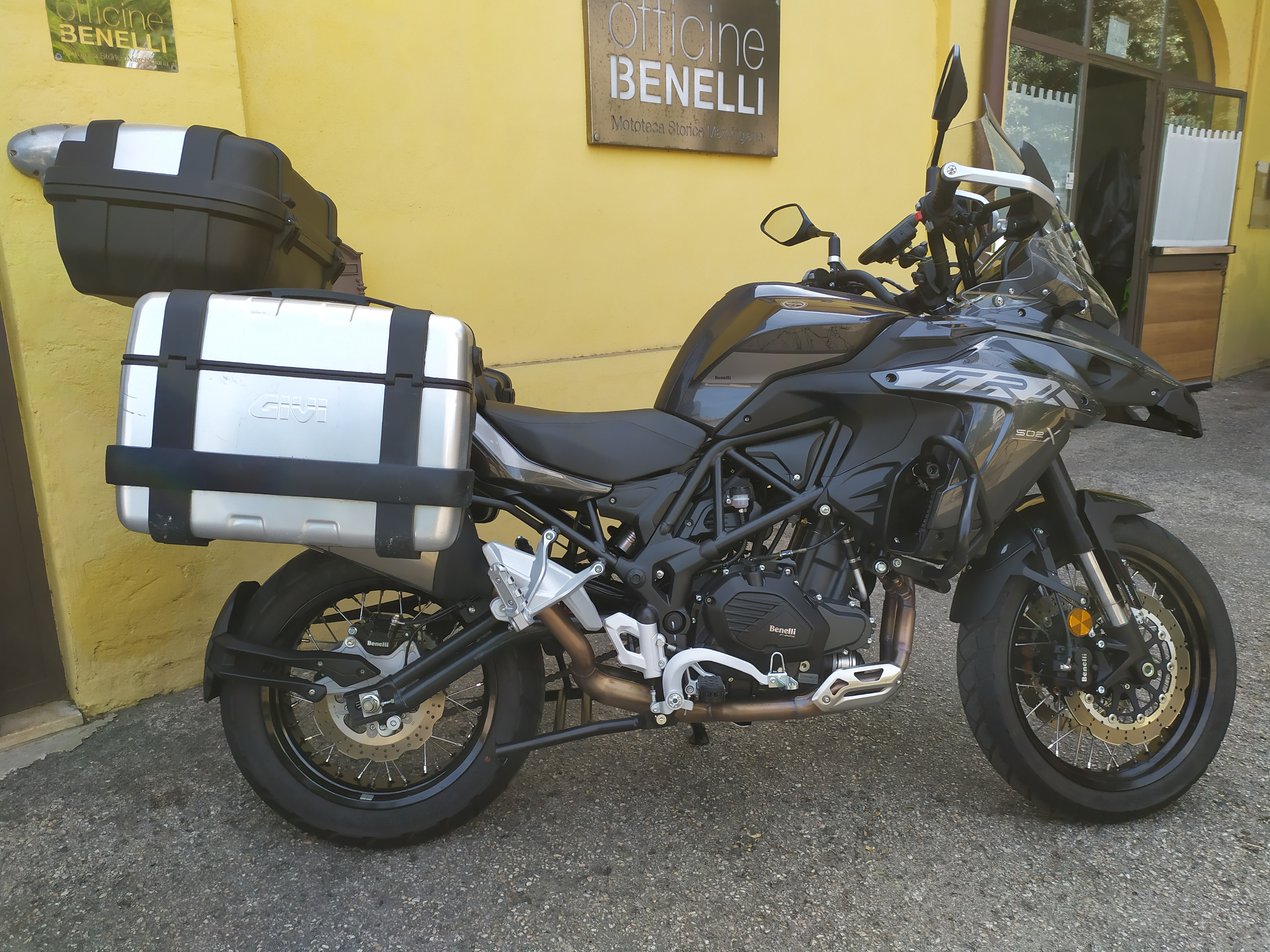
Benelli TRK 502X (2020)

- Nel 2017 il Benelli 491 elaborato dalla Malossi, si aggiudica ben sei record di velocità sul lago salato americano di Bonneville raggiungendo una velocità massima di 114,823 km/h sul chilometro lanciato e di 114,737 km/h sul miglio, entrambe risultanti dalla velocità media di due lanci in entrambe le direzioni. I successivi quattro Record Mondiali conquistati sono stati raggiunti da Mauro Sanchini con una velocità di 133,002 km/h sul chilometro lanciato e 132,668 km/h sul miglio lanciato con l'85cc e rispettivamente 142,088 km/h e 141,914 km/h con lo scooter da 100cc. L'impresa vide coinvolti anche altri nomi noti del panorama motociclistico, del calibro di Jorg Moller e Aldo Drudi.
- Nella classifica di vendita in Italia del 2019 risultano in terza posizione la TRK 502, in quindicesima la Leoncino 500, in ventiduesima la BN 125 (prima assoluta nella cilindrata delle moto 125) e in ottantaquattresima la BN302.[20]
- Nel 2020 Benelli torna nelle maxi cilindrate con la nuova 752S, una bicilindrica in linea di 754 cc e una potenza di 76 cavalli.[21] La Benelli TRK 502 è la motocicletta più venduta in Italia del mese di giugno 2020.[22] Inoltre, con 3.569 nuove immatricolazioni, si conferma la motocicletta più venduta in Italia nel 2020.[23] Sempre nel 2020, in seguito all'emergenza mondiale Coronavirus, Benelli QJ dona 2 ventilatori polmonari e 4.500 tute in tyvek alla Croce Rossa Italiana di Pesaro e agli Ospedali Riuniti Marche Nord.[24]
- Nell’aprile 2021, viene presentato in Indonesia il primo ciclomotore elettrico Benelli, chiamato, Dong[25]; tale modello non è altro che una versione rimarchiata del cinese Doinnext Bo.[26][27] Nel 2021 la TRK 502 viene aggiornata alla normativa Euro 5.[28]
- Nella classifica delle vendite in Italia nel 2021, la Benelli TRK 502 si conferma regina del mercato con 6.543 pezzi venduti, quasi 3.000 in più rispetto all'anno precedente. Inoltre risultano classificati: 14° Leoncino 500, 15° BN 125 e 26° Imperiale 400.[29]
- Nel 2021, viene presentato in Indonesia, sotto forma di prototipo, il Benelli Dong, primo scooter e mezzo elettrico della Benelli: Le ruote sono mini, ha un peso di solo 74 chili, il motore eroga 1,2 kW, la batteria, agli ioni di litio rimovibile da 60 V 26 Ah sotto il sedile, ha una capacità di 1,56 kWh capace di garantire un'autonomia di 60 km circa. Non venne mai prodotto.
- Nel primo semestre del 2022 la Benelli risulta il marchio più venduto in Italia con 8 522 pezzi immatricolati di cui 4 436 relativi alla TRK 502, acquisendo così il 10,8% del mercato nazionale: un risultato storico.[30]
- Al salone di Milano del 2022 vengono presentate ben 6 novità: La BKX 250 e la BKX 250 S entrambe di 250cc con motore a quattro tempi da 25,8 cavalli. La prima è una piccola moto indicata per l’off-road leggero, mentre la versione S è un piccolo motard stradale; la TRK 702 (versione stradale) e la TRK X 702 (versione off-road) entrambe bicilindriche di 698 cc capaci di erogare fino a 76,2 cavalli e 68,2 Nm di coppia massima; la TRK 800 sulla quale è presente un motore bicilindrico da 754cc da 76,2 cavalli e 67 Nm di coppia massima; e la TNT 500 (Tornado Naked Twin) costruita su un telaio a traliccio in tubi d’acciaio, monta un bicilindrico da 47,6 cavalli (35 kW) e 46 Nm di coppia massima, a sua volta sostenuto da una ciclistica di ultima generazione con forcella anteriore a steli rovesciati da 50mm, forcellone posteriore oscillante con mono-ammortizzatore centrale e impianto frenante a doppio disco semiflottante anteriore da 320mm.
- Benelli si conferma leader nelle vendite in Italia del 2024 con il modello TRK 702.

## Benelli nelle competizioni

### Fra le due guerre
Tonino si laureerà Campione Italiano nel 1927, 1928, 1930 e 1931, guidando nei primi tre casi la Benelli 175 super sport monoalbero e nel 1931 la bialbero. Con quest'ultima moto nel 1932 conquisterà anche la piazza d'onore nel Campionato d'Europa, alle spalle del compagno di squadra Carlo Baschieri.
Le moto Benelli senza Tonino, che dovette interrompere la sua brillante carriera di pilota nel 1932 a causa di un grave incidente occorsogli nel circuito del Tigullio, risultarono comunque vittoriose e arrivarono a conquistare nuovamente il Campionato d'Europa nel 1934 della classe "175" con il centauro belga Yvan Goor; nel 1935 il record mondiale di velocità di categoria del miglio e del chilometro lanciato con il pilota milanese Raffaele Alberti in sella alla "250" sport bialbero con 182,500 km/h; nel 1939 il Tourist Trophy con l'inglese Ted Mellors sempre con una "250" sport bialbero.
Il più giovane dei sei fratelli Benelli, dopo aver rischiato la vita su tutti i circuiti d'Italia e di mezza Europa, perderà la vita in un banale incidente stradale il 27 settembre 1937 all'età di 35 anni; Tonino era di ritorno da Rimini in sella a una Benelli "500 Sport" e in prossimità della curva San Lorenzo di Riccione si scontrerà frontalmente con una vettura proveniente dal senso contrario, l'impatto non darà scampo al campione pesarese che perderà la vita sul colpo. Il clamore della sua scomparsa riecheggerà per settimane sui media dell'epoca.

### Nel dopoguerra

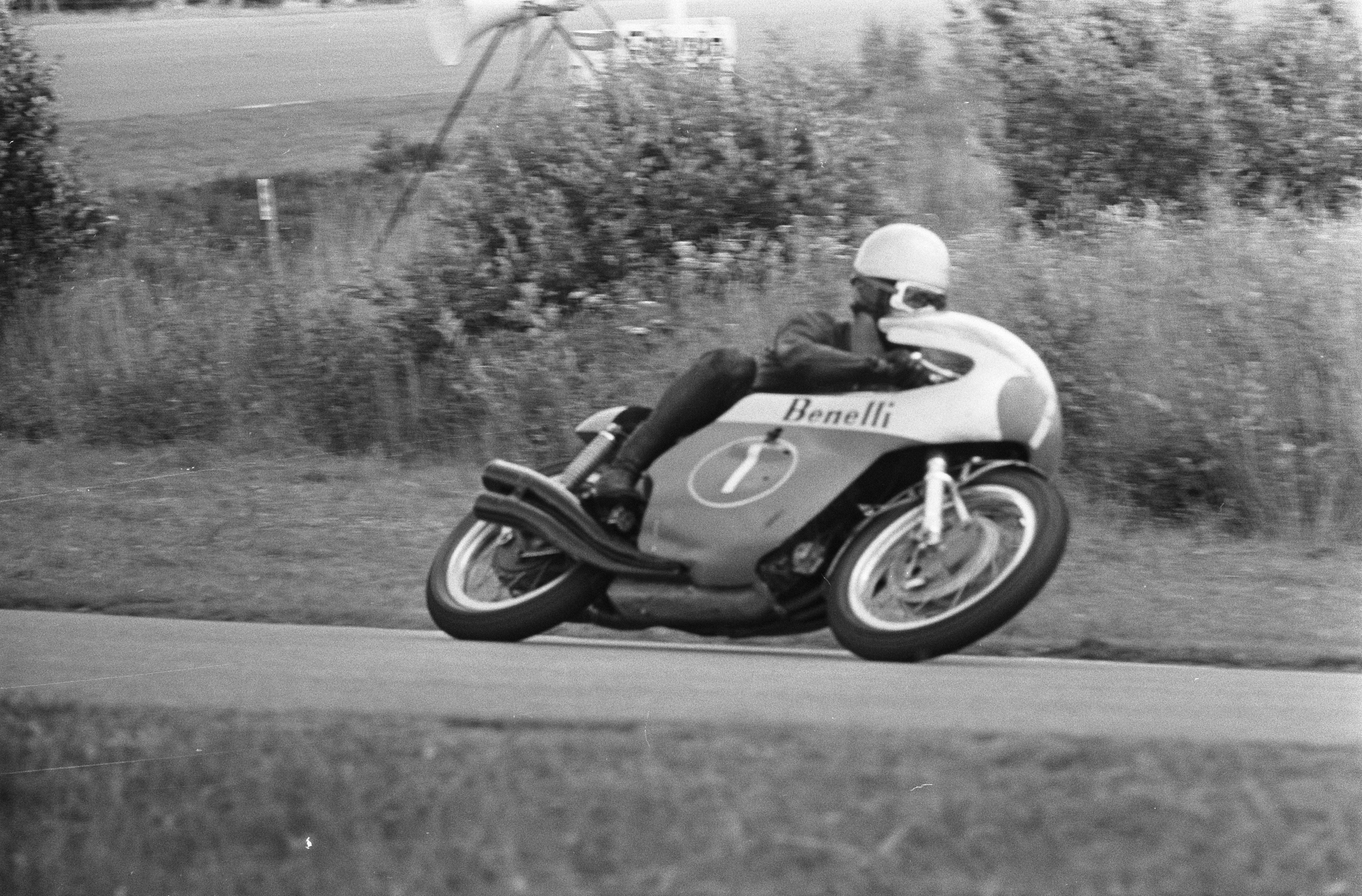
Renzo Pasolini su Benelli 250 Grand Prix

Nel dopoguerra il marchio del Leoncino ha ottenuto due titoli mondiali nella classe 250 con il cesenate Dario Ambrosini nel motomondiale 1950 e con l'australiano Kel Carruthers nel motomondiale 1969; si è imposta anche in cinque Campionati Italiani Velocità nella classe 250 con Dario Ambrosini (1950), con l'emiliano Tarquinio Provini (1965, 1966), con il riminese Renzo Pasolini (1968, 1969); in tre Campionati Italiani Velocità nella classe 350 con il pesarese Silvio Grassetti (1967) e ancora con Pasolini (1968, 1969). Numerose furono le affermazioni e i piazzamenti nelle classiche di gran fondo dell'epoca, la Milano-Taranto e il Motogiro d'Italia, con il Leoncino 125, decisamente la motocicletta di serie più iconica della Benelli degli anni 50/60.
Nel Trofeo Pesaro Mobili del 1971, svoltosi in località Villa Fastiggi di Pesaro, gareggiarono alcuni dei più grandi nomi del motociclismo mondiale dell'epoca come Giacomo Agostini, Mike Hailwood, Jarno Saarinen e Renzo Pasolini. Nella classe "350" "Mike the Bike" in sella a una vecchia Benelli arrivò secondo dietro ad "Ago" alla guida della tre cilindri MV Agusta.
Nell'edizione del 1972 Jarno Saarinen in sella alle nuovissime Benelli 4 cilindri "500" e "350", progettate da Piero Prampolini, vinse in entrambe le classi precedendo rispettivamente Giacomo Agostini su MV Agusta e Renzo Pasolini su Aermacchi. Inizia in questo modo così promettente l'era di De Tomaso, ma questa sarà la prima e l'ultima competizione della sua gestione. Infatti il manager italo-argentino, dopo la morte a Zandvoort del pilota inglese Piers Courage alla guida della monoposto di F1 De Tomaso 505, non ne volle più sapere di corse. La Benelli tornerà a gareggiare solo nel periodo di Andrea Merloni in due edizioni di WSBK (2001-2002) con il pilota australiano Peter Goddard in sella al Tornado 900 Tre.

## Celebrazioni della Benelli
- Nel 2000 Benelli (Gestione Merloni) tornò sull'isola di Man, dietro l'invito degli organizzatori del Tourist Trophy, per partecipare al giro d'onore del cinquantenario della vittoria di Dario Ambrosini. Si tratterà del raduno più imponente per numero di moto di una singola marca: sessanta moto sia stradali che da competizione con in testa la Tornado 900 n.1 guidata da Andrea Merloni seguita dalla n.2 guidata da Kelvin Carruthers.[32]
- Nel 2011 (anno del 100º anniversario), nell'ambito del "Benelli Week" organizzato annualmente dal Moto Club "Tonino Benelli", si è svolta a Pesaro una grande festa durata una settimana che ha coinvolto tutti gli appassionati e i possessori di motociclette Benelli provenienti da tutto il mondo.[33]
- Nel 2019, in occasione del Benelli Week, organizzato dal Moto Club "Tonino Benelli" con il patrocinio della Benelli QJ, si sono celebrati tre anniversari: L'ottantesimo della prima vittoria al Tourist Trophy di Ted Mellors in sella alla Benelli 250 bialbero; il cinquantesimo del secondo titolo mondiale del 1969; il trentesimo della fondazione del Registro Storico Benelli. Per l'occasione è intervenuto l'ottantunenne Kelvin (Kel) Carruthers che ha guidato per alcuni chilometri la moto "250 quattro", perfettamente funzionante e restaurata, con cui vinse cinquant'anni prima il titolo mondiale.[34][35]
- Nel 2020, in occasione del Benelli Week, organizzato dal Moto Club "Tonino Benelli" con il patrocinio della Benelli QJ, si è celebrato il settantesimo anniversario della vittoria del primo titolo mondiale della Benelli ottenuta dal pilota cesenate Dario Ambrosini in sella alla 250 bialbero.[36]
- Nel 2021 Benelli celebra 110 anni di storia dalla sua fondazione. Lo farà con numerose iniziative che culmineranno nel Benelli Week, organizzato dal Moto Club "Tonino Benelli" con il patrocinio della Benelli QJ, nel frattempo i festeggiamenti sono iniziati con la Benelli TRK 502 che conferma e consolida il suo primato di vendite in Italia, dopo averlo fatto nel 2020.
- Nel 2021 è stato girato a Pesaro un docufilm dedicato alle vicende umane e sportive di Tonino Benelli intitolato "Benelli su Benelli", regia di Marta Miniucchi, prodotto dalla Genoma Film di Bologna.[37]
- Nel settembre 2021, all'interno della Benelli Week, si è celebrato il 110º anniversario della fondazione della Benelli, con la cerimonia finale di domenica 19, svoltasi presso la splendida cornice di Villa Caprile a Pesaro.[38]
- Nel settembre 2022, all'interno del Benelli week, si sono celebrate le vittorie di Jarno Saarinen al Gran Premio Pesaro Mobili del 20/08/1972, che in sella alle nuovissime Benelli "350" e "500" quattro cilindri, batterà Giacomo Agostini su MV Agusta in entrambe le gare.[39]
- Nel settembre 2023, all'interno del Benelli Week, si è commemorato il cinquantenario della tragica scomparsa di due alfieri della Benelli, Renzo Pasolini e Jarno Saarinen, deceduti entrambi il 20/5/1973 al GP di Monza nella classe 250. L'italiano era in sella alla sua Aermacchi, mentre il finnico alla sua Yamaha con cui deteneva il titolo mondiale vinto l'anno prima. L'incidente avviene subito dopo la partenza nel curvone che affrontavano in piena velocità non essendoci allora la chicane di rallentamento in fondo al rettilineo di partenza. Cade Pasolini sbattendo sulle barriere laterali, mentre la sua moto rientra in pista a mezza altezza colpendo in pieno petto/viso Saarinen.

## Il Museo Officine Benelli
Il museo Benelli e MotoBi sorge a Pesaro, in Viale Mameli 22, proprio negli ex stabilimenti della fabbrica, in uso fino alla fine degli anni 80.

## Il marchio nella cultura di massa
Nel 2021 è uscito il film-documentario «Benelli su Benelli» girato a Pesaro e incentrato sulla vita di Tonino Benelli. Il film è stato presentato alla Mostra del Cinema di Venezia nello stesso anno. Nel agosto del 2022 il docufilm dedicato al "Cigno della moto", ha rappresentato Pesaro e le Marche a Los Angeles in occasione del conferimento della stella "Walk of Fame" a Luciano Pavarotti, cittadino onorario della città di Pesaro.

## La produzione storica

### Motocicli dal 1919 al 1940
| Nome modello                     | Cilindrata | Prodotto dal | sino al | Note | Immagine |
| -------------------------------- | ---------- | ------------ | ------- | --- | -------- |
| Velomotore A                     | 98,17 cm³  | 1921         |         | Motore: monociclindrico due tempi cilindro di acciaio ricavato da barra biella di acciaio con testa munita di grandi cuscinetti a rulli. Cuscinetti a sfere ai lati pistone in lega speciale di alluminio segmento superiore alloggiato in armatura di ghisa |          |
| Velomotore B                     | 123,54 cm³ | 1921         |         | Motore: monociclindrico due tempi cilindro di acciaio ricavato da barra biella di acciaio con testa munita di grandi cuscinetti a rulli. Cuscinetti a sfere ai lati pistone in lega speciale di alluminio segmento superiore alloggiato in armatura di ghisa |          |
| 147 Tipo Sport                   | 147,03 cm³ | 1924         |         | |          |
| Motoleggera 1 H.P. tipo A        | 98,17 cm³  | 1924         |         | |          |
| Motoleggera 1,25 H.P. tipo B     | 123,54 cm³ | 1924         |         | |          |
| Motoleggera 125 Tipo Sport       | 123,54 cm³ | 1925         |         | |          |
| Motoleggera 147 Tipo Sport       | 147,03 cm³ | 1926         |         | |          |
| Bicicletta a motore Tipo Signora | 123,54 cm³ | 1926         |         | |          |
| 175 Sport                        | 172,08 cm³ | 1927         |         | |          |
| 175 Turismo                      | 172,08 cm³ | 1928         |         | |          |
| 175 Extra Lusso                  | 172,08 cm³ | 1929         |         | |          |
| 175 Turismo                      | 172,08 cm³ | 1930         |         | |          |
| 175 Gran Lusso                   | 172,08 cm³ | 1930         |         | |          |
| 175 Sport                        | 172,08 cm³ | 1931         |         | |          |
| 175 Gran Sport Monza             | 172,08 cm³ | 1931         |         | |          |
| 175 con carrozzino               | 172,08 cm³ | 1933         |         | |          |
| 175 Furgoncino                   | 147,08 cm³ | 1933         |         | |          |
| 500 Turismo                      | 493 cm³    | 1933         |         | Motore: monocilindrico quattro tempi inclinato in avanti di 12° cilindro e testa in ghisa con doppio tubo di scarico |          |
| 500 Sport                        | 493 cm³    | 1934         |         | Motore: monocilindrico quattro tempi inclinato in avanti di 12° cilindro e testa in ghisa con doppio tubo di scarico |          |
| 220 Turismo                      | 215,69 cm³ | 1934         |         | |          |
| 220 Sport                        | 215,69 cm³ | 1934         |         | |          |
| 250 Turismo                      | 246,79 cm³ | 1935         |         | |          |
| M36 Mototriciclo                 | 493,6 cm³  | 1936         |         | |          |
| 250 Sport                        | 246,79 cm³ | 1937         |         | |          |
| 250 M37                          | 246,79 cm³ | 1937         |         | |          |
| 500 Motocarro                    | 493 cm³    | 1938         |         | Motore: monocilindrico quattro tempi inclinato in avanti di 12º cilindro e testa in ghisa con doppio tubo di scarico |          |
| 250 4TSS Monotubo                | 248,87 cm³ | 1940         |         | Motore: monocilindrico quattro tempi inclinato in avanti di 12º cilindro e testa in alluminio con un tubo di scaricoi |          |
| 500 VLC                          | 493 cm³    | 1940         |         | Motore: monocilindrico verticale quattro tempi a valvole laterali |          |
| 500 VLM/VLMB                     | 493 cm³    | 1940         |         | Versione militare per il Regio Esercito prodotta anche nella versione biposto VLMB Motore: monocilindrico verticale quattro tempi a valvole laterali |          |
| 500 VTA                          | 493 cm³    | 1940         |         | Motore: monocilindrico verticale quattro tempi a valvole in testa |          |

### Motocicli dal 1949 al 1969
| Nome modello                | Cilindrata | Prodotto dal | sino al | Note | Immagine |
| --------------------------- | ---------- | ------------ | ------- | ---- | -------- |
| Letizia 1ª Serie / 2ª Serie | 97 cm³     | 1949         |         |      |          |
| Leoncino 125                | 123 cm³    | 1951         |         |      |          |
| Leoncino 125 Normale        | 123 cm³    | 1952         |         |      |          |
| Leoncino 125 Sport          | 123 cm³    | 1952         |         |      |          |
| Leoncino 125 Carenato       | 123 cm³    | 1952         |         |      |          |
| Motofurgoncino Leocino 125  | 123 cm³    | 1953         |         |      |          |
| Leoncino Sport S53          | 123 cm³    | 1953         |         |      |          |
| Leonessa 250                | 246 cm³    | 1954         |         |      |          |
| Leoncino 125 Lusso          | 123 cm³    | 1955         |         |      |          |
| Leoncino Rikshaws           | 123 cm³    | 1956         |         |      |          |
| Leoncino Normale 4 Tempi    | 123 cm³    | 1956         |         |      |          |
| Leoncino Sport 4 Tempi      | 123 cm³    | 1956         |         |      |          |
| Leoncino 150                | 145 cm³    | 1958         |         |      |          |
| 125 Normale/Extra           | 123 cm³    | 1959         |         |      |          |
| 175 Normale/Extra           | 172 cm³    | 1959         |         |      |          |
| Nuovo Leoncino              | 123 cm³    | 1963         |         |      |          |
| Sprite 5V 125               | 123 cm³    | 1967         |         |      |          |
| Sprite 5V 250               | 245 cm³    | 1967         |         |      |          |
| Leoncino Scrambler          | 123 cm³    | 1968         |         |      |          |
| Sport Special 125           | 123 cm³    | 1969         |         |      |          |
| Sport Special 250           | 245 cm³    | 1969         |         |      |          |
| 125 Scrambler               | 123 cm³    | 1969         |         |      |          |
| 250 Scrambler               | 245 cm³    | 1969         |         |      |          |

### Ciclomotori dal 1949 al 1969
| Nome modello                                | Cilindrata | Prodotto dal | sino al | Immagine |
| ------------------------------------------- | ---------- | ------------ | ------- | -------- |
| 48                                          | 49 cm³     | 1956         |         |          |
| Normale                                     | 49 cm³     | 1957         |         |          |
| Scooter                                     | 49 cm³     | 1958         |         |          |
| Gran Turismo                                | 49 cm³     | 1958         |         |          |
| Sport Super Sport                           | 49 cm³     | 1958         |         |          |
| Scooter 52 cc                               | 51 cm³     | 1958         |         |          |
| Sport 52 cc                                 | 51 cm³     | 1959         |         |          |
| Export                                      | 49 cm³     | 1959         |         |          |
| Export Lusso                                | 49 cm³     | 1960         |         |          |
| Sprint                                      | 49 cm³     | 1962         |         |          |
| Cicloscooter                                | 49 cm³     | 1963         |         |          |
| Lusso                                       | 49 cm³     | 1963         |         |          |
| Export                                      | 49 cm³     | 1963         |         |          |
| Monomarcia                                  | 49 cm³     | 1963         |         |          |
| Sport Lusso                                 | 49 cm³     | 1963         |         |          |
| America                                     | 49 cm³     | 1965         |         |          |
| Fireball                                    | 49 cm³     | 1965         |         |          |
| Special Sport Special Sport                 | 49 cm³     | 1965         |         |          |
| Trial                                       | 49 cm³     | 1965         |         |          |
| Gentlemen                                   | 49 cm³     | 1966         |         |          |
| Sprint 3V Turismo Sprint 3V Sport Sprint 4V | 49 cm³     | 1967         |         |          |
| Minibike 3 Marce                            | 49 cm³     | 1967         |         |          |
| Citybike                                    | 49 cm³     | 1967         |         |          |
| Bobo                                        | 49 cm³     | 1967         |         |          |
| Motorella                                   | 49 cm³     | 1967         |         |          |
| California                                  | 49 cm³     | 1967         |         |          |
| Export FA Export 3V-P Export 3V-K           | 49 cm³     | 1967         |         |          |

### Motocicli dal 1970 al 1987
| Nome modello   | Cilindrata | Prodotto dal | sino al | Immagine |
| -------------- | ---------- | ------------ | ------- | -------- |
| Leoncino 70    | 123,6 cm³  | 1970         |         |          |
| Leoncino Cross | 123,6 cm³  | 1970         |         |          |
| Tornado 650    | 642,8 cm³  | 1971         | 1975    |          |
| 90 Turismo     | 87,8 cm³   | 1971         |         |          |
| 90 Trial       | 87,8 cm³   | 1971         |         |          |
| Tornado 650 S  | 642,8 cm³  | 1972         | 1975    |          |
| 125 2C         | 124,77 cm³ | 1972         |         |          |
| 250 2C         | 231,4 cm³  | 1972         |         |          |
| 125 Cross      | 120,62 cm³ | 1972         |         |          |
| 125 Enduro     | 120,62 cm³ | 1973         |         |          |
| Tornado 650 S2 | 642,8 cm³  | 1973         | 1975    |          |
| 500 Quattro    | 498,51 cm³ | 1974         |         |          |
| 750 Sei        | 747,77 cm³ | 1975         | 1977    |          |
| 125 Turismo    | 120,62 cm³ | 1976         |         |          |
| 125 2C SE      | 124,77 cm³ | 1976         |         |          |
| 250 2C SE      | 231,4 cm³  | 1976         |         |          |
| 250 Quattro    | 231,4 cm³  | 1976         |         |          |
| 350 RS         | 345,57 cm³ | 1976         |         |          |
| 500 LS         | 458,91 cm³ | 1976         |         |          |
| 125 Sport      | 124,77 cm³ | 1978         |         |          |
| 354 Sport      | 345,77 cm³ | 1978         |         |          |
| 504 Sport      | 498,51 cm³ | 1978         |         |          |
| 900 Sei        | 905,91 cm³ | 1979         |         |          |
| 254            | 231,40 cm³ | 1979         |         |          |
| 354 Sport II   | 345,57 cm³ | 1980         |         |          |
| 354            | 345,57 cm³ | 1980         |         |          |
| 654 T          | 603,94 cm³ | 1980         |         |          |
| 125 T          | 124,77 cm³ | 1981         |         |          |
| 654 Sport      | 603,94 cm³ | 1982         |         |          |
| 304            | 231,10 cm³ | 1982         |         |          |
| 124            | 123,57 cm³ | 1982         |         |          |
| S 125          | 124,8 cm³  | 1984         |         |          |
| 900 Sei        | 905,91 cm³ | 1986         |         |          |

### Ciclomotori dal 1970 al 1987
| Nome modello            | Cilindrata | Prodotto dal | sino al | Immagine |
| ----------------------- | ---------- | ------------ | ------- | -------- |
| Bobo                    | 49 cm³     | 1970         |         |          |
| Mini Bike 4 Marce       | 49 cm³     | 1970         |         |          |
| Motorella               | 49 cm³     | 1970         |         |          |
| Mini Cross              | 49 cm³     | 1970         |         |          |
| Export 3V-K             | 49 cm³     | 1971         |         |          |
| Mini                    | 49 cm³     | 1971         |         |          |
| T 50                    | 49 cm³     | 1973         |         |          |
| 50 Cross                | 49 cm³     | 1973         |         |          |
| Caddy                   | 49 cm³     | 1975         |         |          |
| Magnum m 5V             | 49 cm³     | 1975         |         |          |
| Motorella GL            | 49 cm³     | 1975         |         |          |
| Magnum 3V               | 49 cm³     | 1976         |         |          |
| 50 Cross                | 49 cm³     | 1976         |         |          |
| G2 Pedali G2 Elle G2 KS | 49 cm³     | 1978         |         |          |
| Export 3V               | 49 cm³     | 1978         |         |          |
| S50                     | 49,6 cm³   | 1981         |         |          |
| Laser                   | 49,6 cm³   | 1985         |         |          |
| City Bike               | 49 cm³     | 1987         |         |          |

### Motocicli dal 1988 al 2017
| Nome modello          | Cilindrata                         | Prodotto dal | sino al | immagine |
| --------------------- | ---------------------------------- | ------------ | ------- | -------- |
| 125 BX                | 123,15 cm³                         | 1988         |         |          |
| Jarno                 | 123,15 cm³                         | 1988         |         |          |
| K2                    | 101 cm³                            | 1998         | 2001    |          |
| Naked                 | 101 cm³                            | 1998         | 2002    |          |
| Velvet                | 124,77 cm³ 149 cm³ 249 cm³ 383 cm³ | 1999         | 2013    |          |
| Adiva                 | 124,77 cm³ 149 cm³                 | 2000         | 2006    |          |
| Macis                 | 124,6 cm³ 151 cm³                  | 2011         | 2015    |          |
| Caffè Nero            | 124,6 cm³ 151 cm³ 249 cm³          | 2011         | 2015    |          |
| X125/ X150            | 124,6 cm³ 151 cm³                  | 2014         | 2015    |          |
| Pepe 125              | 124,6 cm³                          | 2015         |         |          |
| Zenzero               | 313 cm³                            | 2013         | 2015    |          |
| Tornado Tre 900       | 900 cm³                            | 2002         | 2008    |          |
| Tornado Tre 1130      | 1130 cm³                           | 2002         | 2008    |          |
| Tornado Tre 900 LE    | 900 cm³                            | 2002         | 2003    |          |
| Tornado Tre 900 RS    | 900 cm³                            | 2002         | 2003    |          |
| TNT 1130              | 1130 cm³                           | 2004         | 2017    |          |
| TNT Cafè Racer        | 899/1130 cm³                       | 2005         | 2011    |          |
| TNT Sport             | 1130 cm³                           | 2005         | 2007    |          |
| TNT Sport Evo         | 1130 cm³                           | 2007         | 2009    |          |
| Titanium              | 1130 cm³                           | 2005         | 2008    |          |
| TNT R160              | 1130 cm³                           | 2010         | 2012    |          |
| TNT R                 | 1130 cm³                           | 2012         | 2016    |          |
| TNT 899               | 899 cm³                            | 2008         | 2016    |          |
| TNT 899S              | 899 cm³                            | 2008         | 2016    |          |
| Century Racer         | 899/1130 cm³                       | 2011         | 2013    |          |
| Tre 1130 K            | 1130 cm³                           | 2006         | 2017    |          |
| Tre 899 K             | 899 cm³                            | 2009         | 2011    |          |
| Tre-K Amazonas        | 1130 cm³                           | 2007         | 2017    |          |
| BN600R/BN600i/BN600GT | 600 cm³                            | 2012         | 2017    |          |

### Ciclomotori dal 1988 al 2017
| Nome modello                                                      | Cilindrata | Prodotto dal | sino al | immagine |
| ----------------------------------------------------------------- | ---------- | ------------ | ------- | -------- |
| E3                                                                | 49 cm³     | 1988         |         |          |
| G2 Elle                                                           | 49 cm³     | 1989         |         |          |
| City Bike 90                                                      | 49 cm³     | 1990         |         |          |
| Devil                                                             | 49 cm³     | 1991         |         |          |
| Spring                                                            | 49 cm³     | 1992         |         |          |
| Scooty                                                            | 49 cm³     | 1992         |         |          |
| Così                                                              | 49 cm³     | 1992         |         |          |
| 491 491 Sport 491 GT 491 Racing 491 RR 491 ST 491 RR-GP 491 ST-GP | 49 cm³     | 1997         | 2003    |          |
| K2                                                                | 49 cm³     | 1998         | 2001    |          |
| Naked                                                             | 49 cm³     | 1998         | 2002    |          |
| Pepe/Pepe LX/Pepe Classic                                         | 49 cm³     | 1998         | 2015    |          |
| QuattroNoveX                                                      | 49,2 cm³   | 2008         | 2015    |          |

### Immatricolazioni Benelli 1949-2010*
| Anno | Totale Immatricolazioni | Fino 125 cc |
| ---- | ----------------------- | ----------- |
| 1949 | 20                      | 20          |
| 1950 | 29                      | 29          |
| 1951 | 11                      | 11          |
| 1952 | 98                      | 98          |
| 1953 | 173                     | 173         |
| 1954 | 137                     | 137         |
| 1955 | 5285                    | 5097        |
| 1956 | 5463                    | 5192        |
| 1957 | 3851                    | 3699        |
| 1958 | 3248                    | 3014        |
| 1959 | 3095                    | N.C.        |
| 1960 | 3773                    | 2906        |
| 1961 | 3779                    | 3038        |
| 1962 | 2531                    | 1888        |
| 1963 | 1508                    | 1205        |
| 1964 | 1623                    | 1413        |
| 1965 | 951                     | 805         |
| 1966 | 595                     | 504         |
| 1967 | 543                     | 464         |
| 1968 | 990                     | 863         |
| 1969 | 2211                    | 1554        |
| 1970 | 2369                    | 1825        |
| 1971 | 4991                    | 3364        |
| 1972 | 6915                    | 4456        |

N.B. a metà degli anni 70, le immatricolazioni viaggiano intorno alle 5000 unità annuali, per poi andare a calare nei periodi successivi. Nel 1986, le vendite precipitano a poc meno di 500 unità. Chiusa la Gestione De Tomaso, passa prima a Selci nel 1989, poi a Merloni e infine, nel 2005 alla cinese QJ: 
| ANNO | Totale Immatricolazioni |
| ---- | ----------------------- |
| 1999 | 1196                    |
| 2000 | 4595                    |
| 2001 | 1759                    |
| 2002 | 1774                    |
| 2003 | 803                     |
| 2004 | 932                     |
| 2005 | 935                     |
| 2006 | 262                     |
| 2007 | 401                     |
| 2008 | 484                     |
| 2009 | 426                     |
| 2010 | 268                     |

*dati Motociclismo

## La gamma attuale

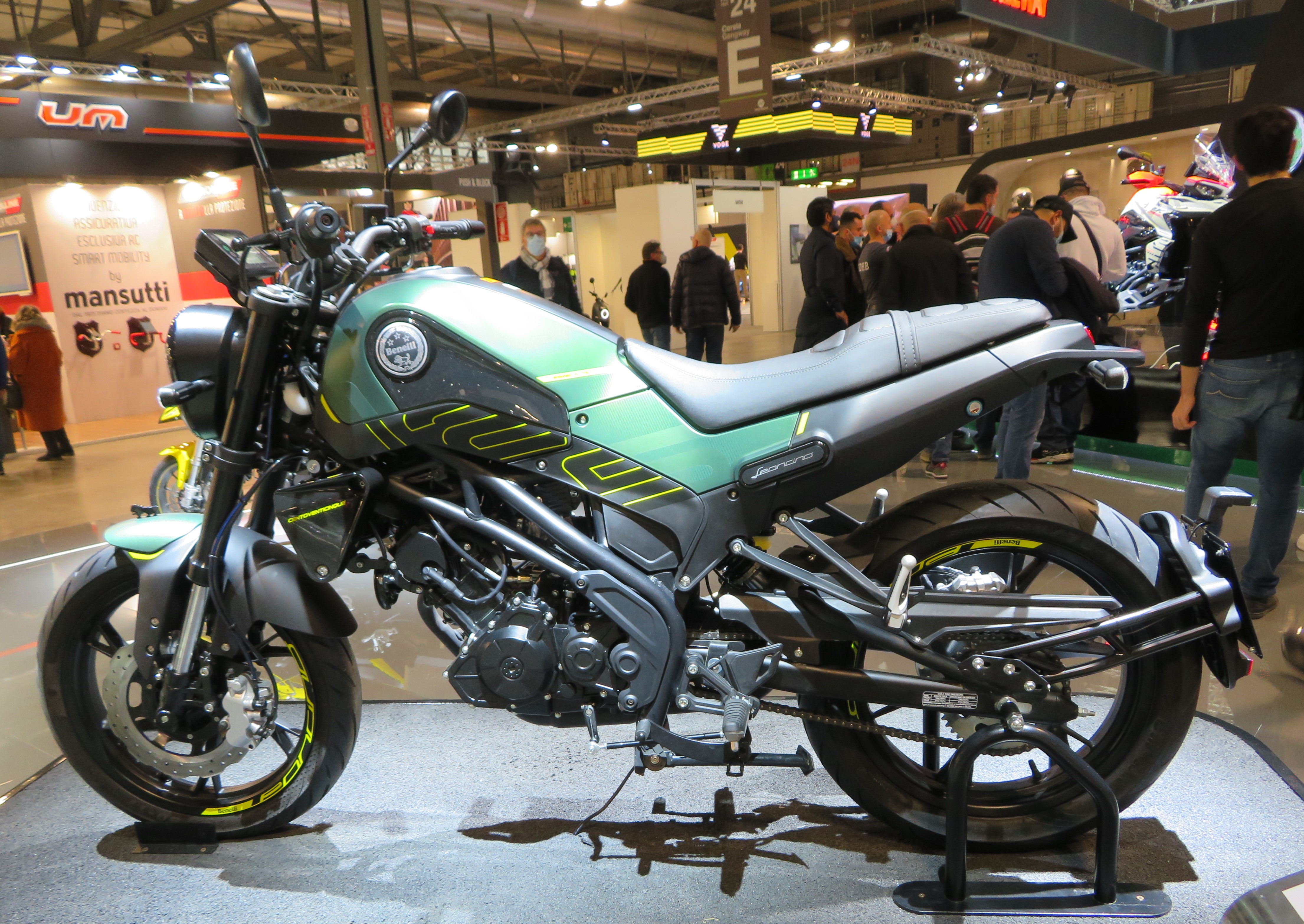
Benelli Leoncino 125 (2022)

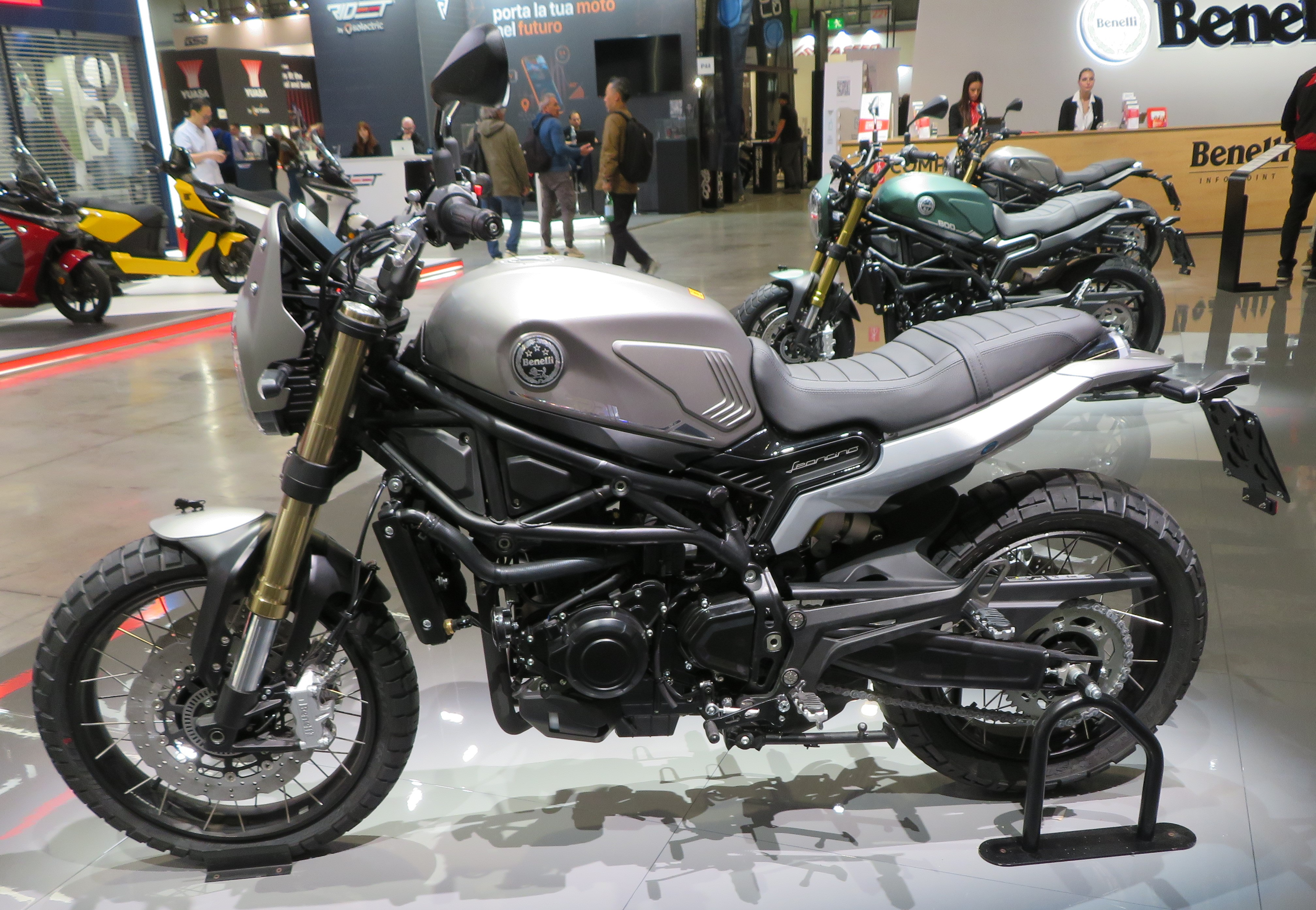
Benelli Leoncino Trail 800 (2022)

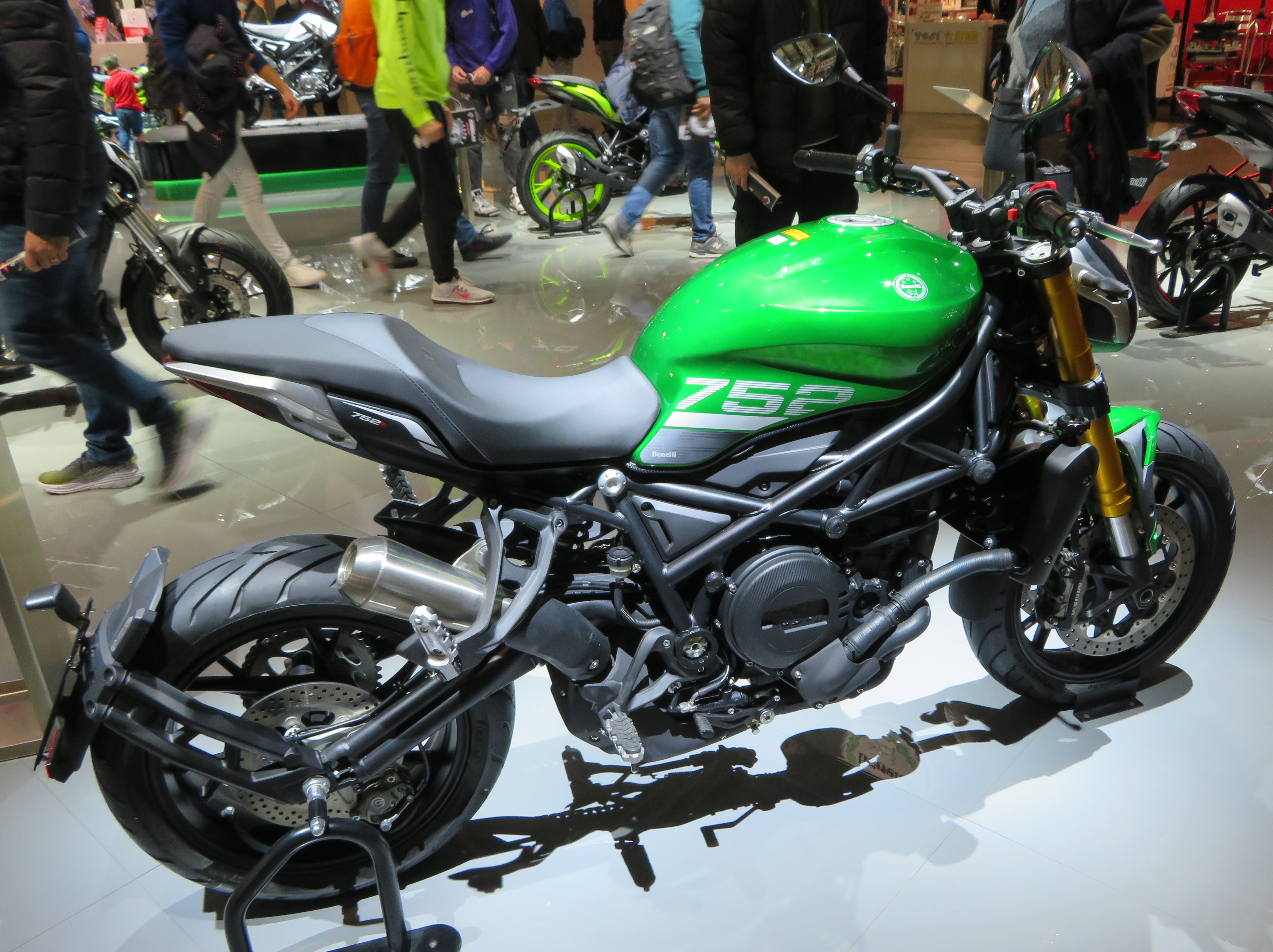
Benelli 752S (2020)

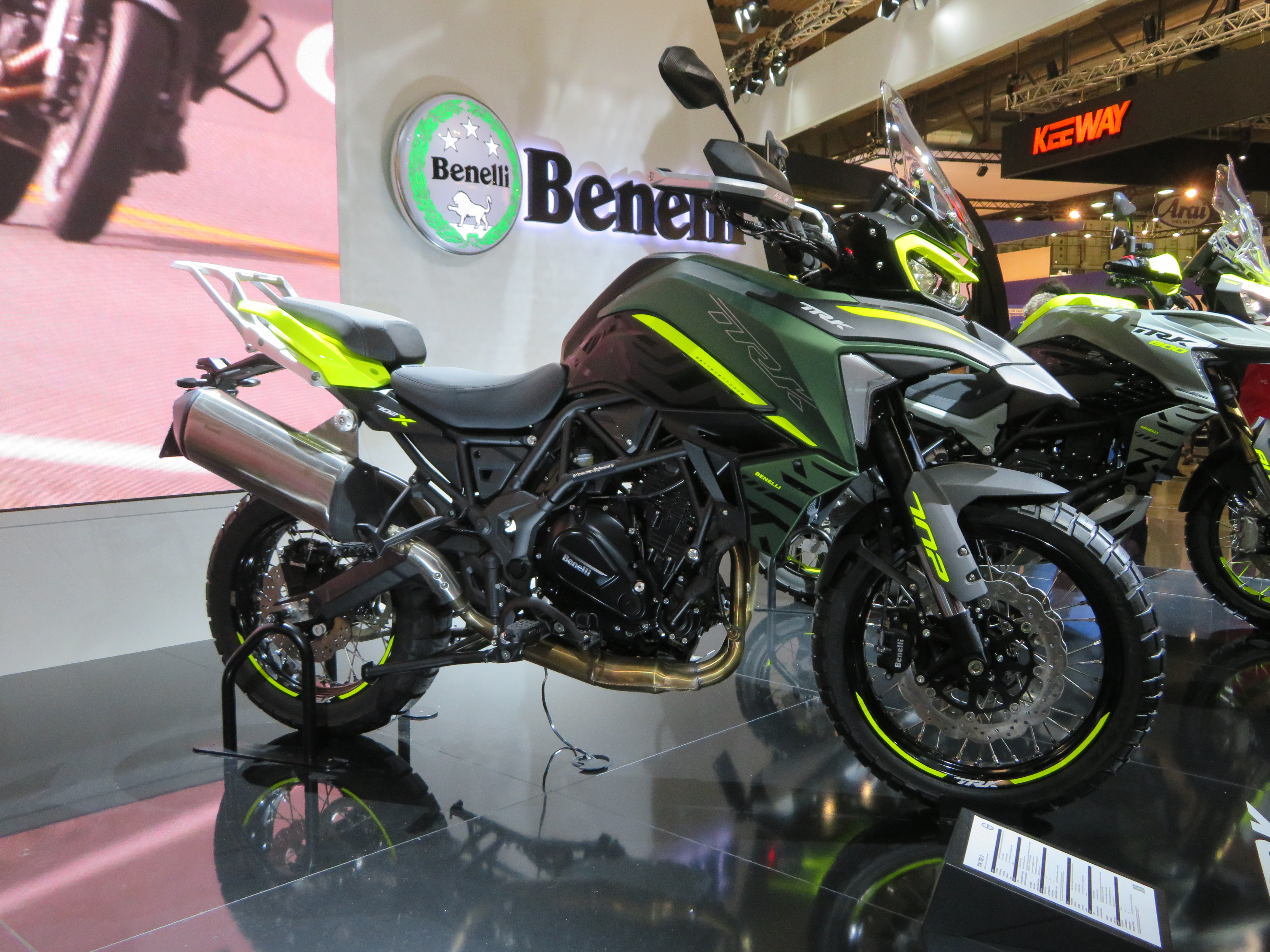
Benelli TRK 702X (2023)

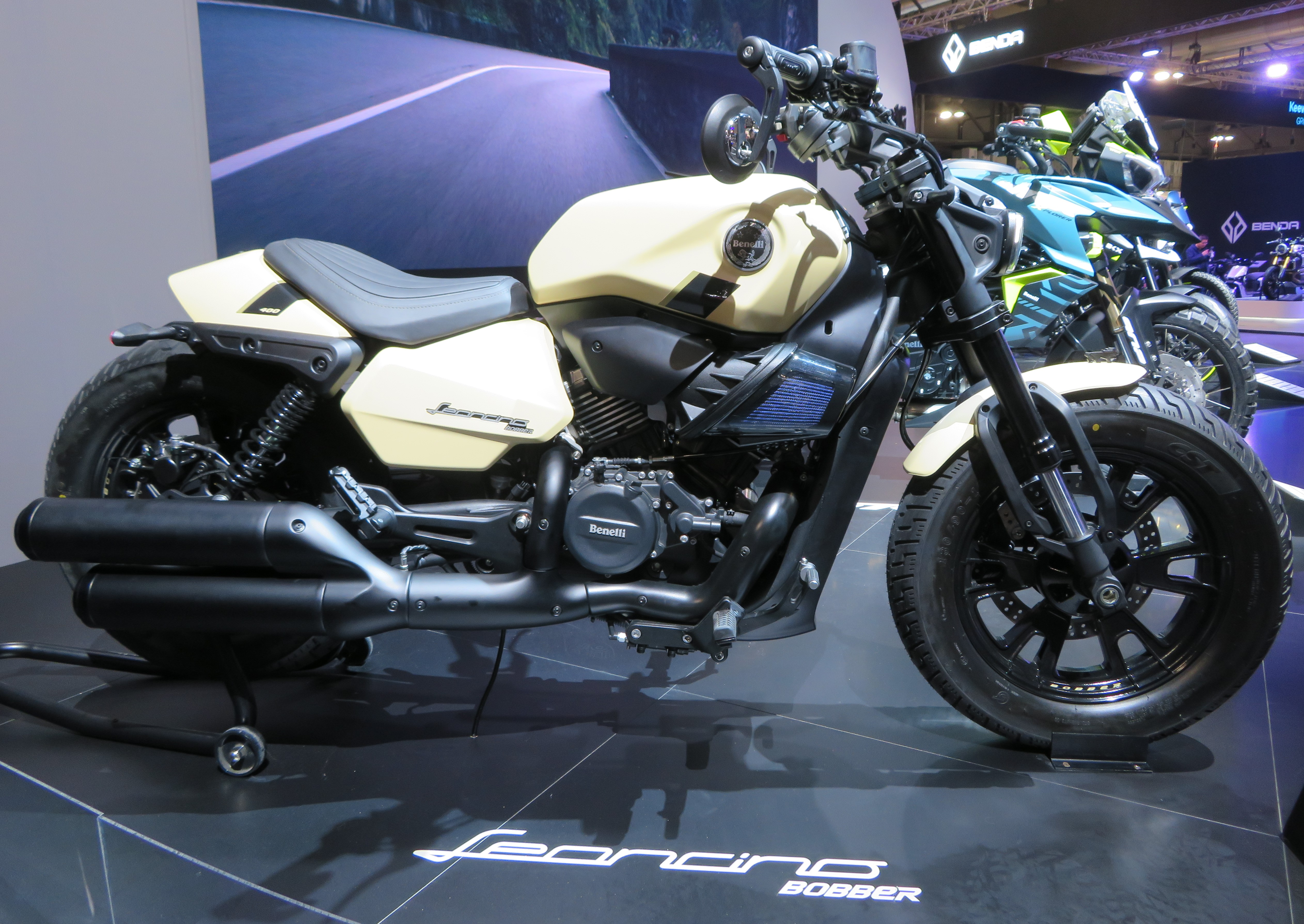
Benelli Leoncino Bobber (2025)

### Gamma motociclette Italia (2025)
- Leoncino 125 (125 cm³, monocilindrico, 4 tempi, 12,8 cv)
- Leoncino 500 (500 cm³, 2 cilindri, 4 tempi 47 cv)
- Leoncino 500 Trail (500 cm³, 2 cilindri, 4 tempi, 47 cv)
- Leoncino 800 (754 cm³, 2 cilindri, 4 tempi, 76 cv)
- Leoncino 800 Trail (754 cm³, 2 cilindri, 4 tempi, 76 cv)
- Leoncino Bobber (384,5 cm³, 2 cilindri a V, 4 tempi, 34,5 cv)

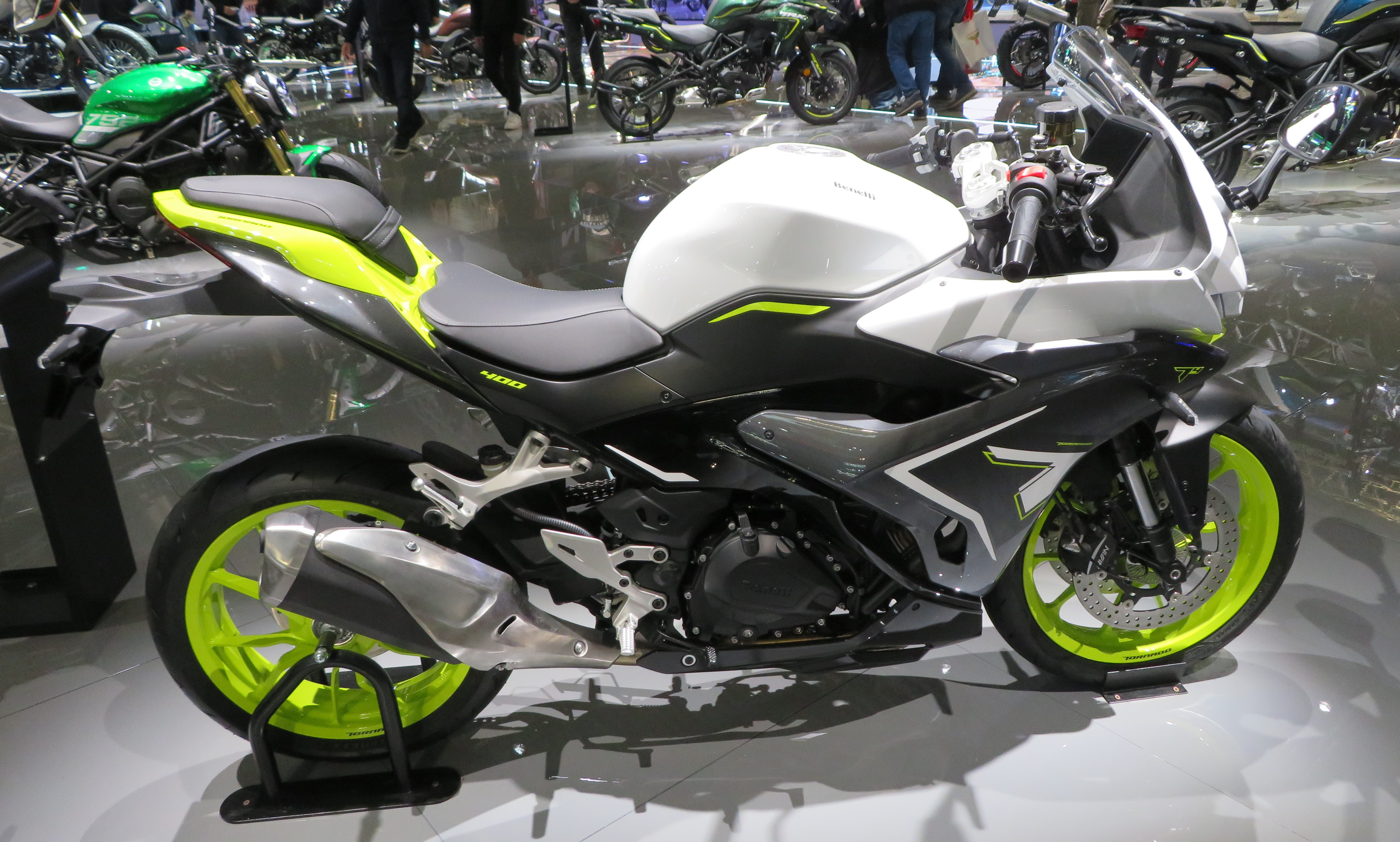
Benelli Tornado 400 (2025)

- Benelli Tornado 400 (2025)BN125 (125 cm³, monocilindrico, 4 tempi, 11,1 cv)
- BKX 125 (125 cm³, monocilindrico, 4 tempi, 15 cv)
- BKX 125S (125 cm³, monocilindrico, 4 tempi, 15 cv)
- BKX 300 (300 cm³, monocilindrico, 4 tempi, 29,2 cv)
- BKX 300S (300 cm³, monocilindrico, 4 tempi, 29,2 cv)
- TRK 502 X (500 cm³, 2 cilindri, 4 tempi, 47 cv)
- TRK 702 (698 cm³, 2 cilindri, 4 tempi, 70 cv)
- TRK 702 X (698 cm³, 2 cilindri, 4 tempi, 70 cv)
- Tornado Naked T 125 (125 cm³, monocilindrico, 4 tempi, 11 cv)
- Tornado 550 (125 cm³, 2 cilindri, 4 tempi, 47,6 cv)
- 502C (500 cm³, 2 cilindri, 4 tempi, 47 cv)
- 752S (754 cm³, 2 cilindri, 4 tempi, 77 cv)
- Imperiale 400 (400 cm³, monocilindrico, 4 tempi, 21 cv)

### Modelli del resto del mondo
- TNT15
- TNT25/TNT25 N
- TNT 25 2.0 SPORT
- TNT125
- TNT135
- TNT150/TNT150i
- TNT249S
- TNT300/TNT300 ABS
- TNT600/TNT600GTBenelli Imperiale 400 (2019)
- TNT 899
- VLM 200
- VLR 150 Sport
- VLR 200 Super Sport
- BN150S/150S
- 165S
- 180S
- 200S
- 249R
- 251S
- 302R ABS/302R Anniversary
- 902S
- BX250 Motard
- Tornado 252R
- Tornado 302R
- Tornado 402
- Tornado 552
- TRK 552X
- Leoncino 500 Sport
- Leoncino Bobber 252
- Leoncino Bobber 402
- Patagonian Eagle 250
- Panarea 125
- Seta 125
- Zenzero 150

Scooter (2024)

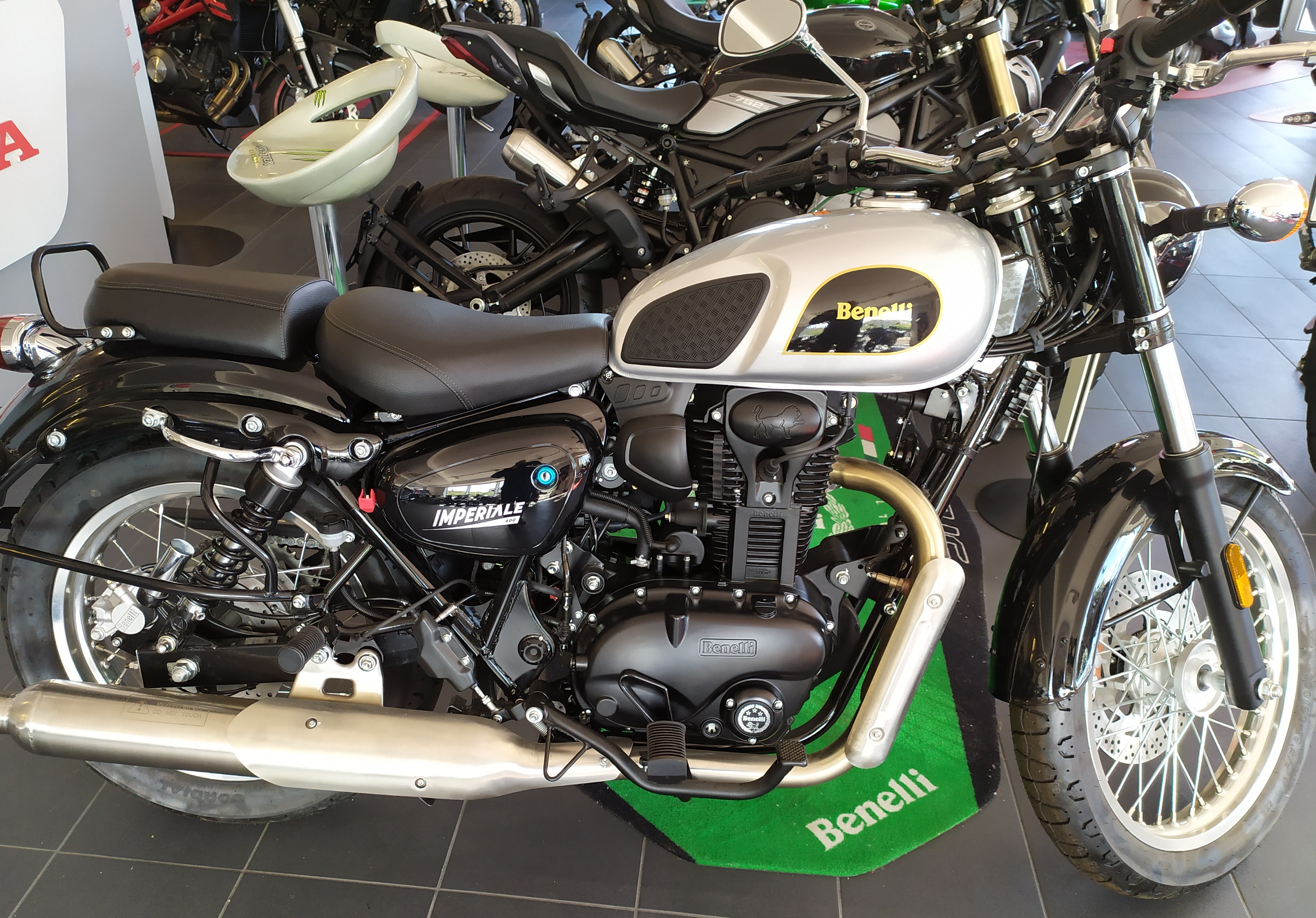
Benelli Imperiale 400 (2019)

In alcuni Paesi Asiatici, nel listino Benelli, sono presenti ancora diversi modelli di scooter.
- RFS150i
- VZ125i
- Caffenero 150 Sport
- Zafferano 250

#### Moto vendute con marchio Motobi
In Asia il Marchio MotoBi è ancora usato dalla stessa Benelli per le moto.
- Motobi 200
- Motobi 152
- Motobi 200 EVO

## Le Benelli da Competizione

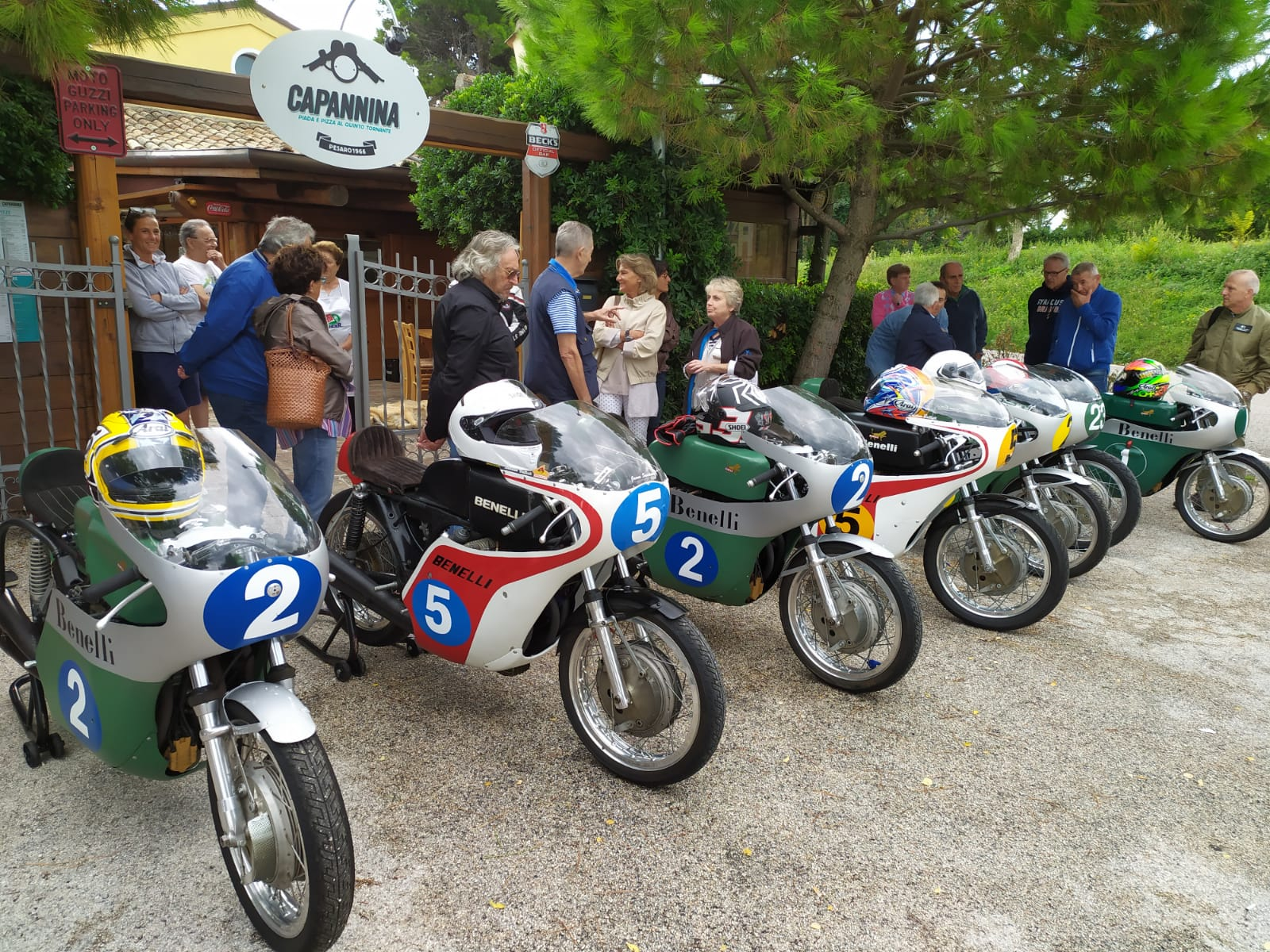
Parata delle "quattro" da GP (250-350-500) a Pesaro (2019)

| Anno      | Motocicletta                       | Motore                                                     | Campionato                       | Piloti                                                                               | Immagine |
| --------- | ---------------------------------- | ---------------------------------------------------------- | -------------------------------- | ------------------------------------------------------------------------------------ | -------- |
| 1927      | Benelli 175 Super Sport monoalbero | 175 cc Monocilindrica monoalbero                           | Grand Prix                       | Tonino Benelli                                                                       |          |
| 1931      | Benelli 175 Super Sport bialbero   | 175 cc Monocilindrica bialbero                             | Grand Prix                       | Tonino Benelli Dorino Serafini Carlo Baschieri                                       |          |
| 1935      | Benelli 250 Bialbero Sport         | 250 cc Monocilindrica bialbero                             | Grand Prix                       | Raffaele Alberti Giordano Aldrighetti                                                |          |
| 1939      | Benelli 250 Bialbero Compressore   | 250 cc Monocilindrica bialbero con compressore volumetrico | Grand Prix                       |                                                                                      |          |
| 1942      | Benelli 250 4C Compressore         | 250 cc 4 cilindri con compressore volumetrico              | Grand Prix                       | prototipo mai gareggiato in competizioni ufficiali collaudatore Salvatore Baronciani |          |
| 1948      | Benelli 250 GP                     | 250 cc Monocilindrica bialbero                             | Campionato del mondo di velocità | Dario Ambrosini                                                                      |          |
| 1958      | Benelli 250 GP                     | 250 cc Monocilindrica bialbero                             | Campionato del mondo di velocità | Silvio Grassetti Bruno Spaggiari Mike Hailwood Geoff Duke Dik Dale                   |          |
| 1965      | 60 cc Monocilindrica bialbero      |                                                            | Campionato Nazionale Cadetti     | Mai gareggiato in competizioni ufficiali                                             |          |
| 1962      | Benelli 250 4C                     | 250 cc quattro cilindri                                    | Campionato del mondo di velocità | Silvio Grassetti Tarquinio Provini                                                   |          |
| 1966-1967 | Benelli 250 4C                     | 250 cc quattro cilindri                                    | Campionato del mondo di velocità | Kelvin Carruthers Renzo Pasolini Gilberto Parlotti                                   |          |
| 1967-1968 | Benelli 350 4C                     | 350 cc quattro cilindri                                    | Campionato del mondo di velocità | Mike Hailwood Renzo Pasolini Silvio Grassetti Eugenio Lazzarini                      |          |
| 1968      | Benelli 500 4C                     | 500 cc quattro cilindri                                    | Campionato del mondo di velocità | Mike Hailwood                                                                        |          |
| 1970      | Benelli 350 4C                     | 350 cc quattro cilindri                                    | Campionato del mondo di velocità | Jarno Saarinen Roberto Gallina Walter Villa                                          |          |
| 1970      | Benelli 500 4C                     | 500 cc quattro cilindri                                    | Campionato del mondo di velocità | Jarno Saarinen Roberto Gallina Walter Villa                                          |          |
| 2001-2002 | Tornado Tre 900 WSBK               | 900 cc tre cilindri                                        | WSBK                             | Peter Goddard                                                                        |          |

## Albo d'oro
Motomondiale 
La Benelli ha partecipato a diverse edizioni del Motomondiale, concentrandosi principalmente nelle classi 250 e 350, nelle edizioni 1968 e 1970 ha preso parte anche alla classe regina, la 500.
Mondiale piloti
| Anno              | Vincitore       | Classe         | Motocicletta                        |
| ----------------- | --------------- | -------------- | ----------------------------------- |
| Motomondiale 1950 | Dario Ambrosini | Classe 250 cm³ | Benelli 250 monocilindrica bialbero |
| Motomondiale 1969 | Kel Carruthers  | Classe 250 cm³ | Benelli 250 4 cilindri              |

Mondiale costruttori
| Anno              | Casa Costruttrice | Classe         | Motocicletta                        |
| ----------------- | ----------------- | -------------- | ----------------------------------- |
| Motomondiale 1950 | Benelli           | Classe 250 cm³ | Benelli 250 monocilindrica bialbero |
| Motomondiale 1969 | Benelli           | Classe 250 cm³ | Benelli 250 4 cilindri              |

WSBK
All'inizio degli anni 2000 la Benelli torna a partecipare alle competizioni sportive professionistiche, facendo scendere in pista la Benelli Tornado 900 nel Campionato mondiale Superbike nelle stagioni 2001 e 2002 con l'australiano Peter Goddard.
Campionato d'Europa FICM
| Anno | Classe         | Corridore       |
| ---- | -------------- | --------------- |
| 1932 | Classe 175 cm³ | Carlo Baschieri |
| 1934 | Classe 175 cm³ | Yvan Goor       |

Tourist Trophy
| Anno                | Vincitore       | Classe         | Motocicletta                        |
| ------------------- | --------------- | -------------- | ----------------------------------- |
| Tourist Trophy 1939 | Ted Mellors     | Classe 250 cm³ | Benelli 250 monocilindrica bialbero |
| Tourist Trophy 1950 | Dario Ambrosini | Classe 250 cm³ | Benelli 250 monocilindrica bialbero |
| Tourist Trophy 1969 | Kel Carruthers  | Classe 250 cm³ | Benelli 250 quattro cilindri        |

Motogiro d'Italia
| Anno | Categoria                                                               | Vincitore                                            | Media oraria | Classe         | Motocicletta                 |
| ---- | ----------------------------------------------------------------------- | ---------------------------------------------------- | ------------ | -------------- | ---------------------------- |
| 1953 | Categoria unica - 8 tappe per un totale di 3.414 km                     | Leopoldo Tartarini Vincitore assoluto e di categoria | 96,342 km/h  | Classe 125 cm³ | Benelli Leoncino 125 2 tempi |
| 1954 | Categoria unica - 6 tappe per un totale di 3.040 km                     | Leopoldo Tartarini Vincitore di categoria            | 93,450 km/h  | Classe 125 cm³ | Benelli Leoncino 125 2 tempi |
| 1955 | Categoria unica - 9 tappe per un totale di 3.438 km                     | Paolo Campanelli Vincitore di categoria              | 95,568 km/h  | Classe 125 cm³ | Benelli Leoncino 125 2 tempi |
| 1955 | Categorie "Formula 2" e "Formula 3" - 9 tappe per un totale di 2.060 km | Ferrari Vincitore di categoria "Formula 3"           | 91,549 km/h  | Classe 125 cm³ | Benelli Leoncino 125 2 tempi |

Milano-Taranto
| Anno | Classe    | Vincitore                                          | Motocicletta                 |
| ---- | --------- | -------------------------------------------------- | ---------------------------- |
| 1953 | 125       | Leopoldo Tartarini - Terzo classificato Luigi Ciai | Benelli Leoncino 125 2 tempi |
| 1954 | 125 sport | M.Preta                                            | Benelli Leoncino 125 2 tempi |

Campionato Italiano Velocità
| Anno                              | Vincitore         | Classe         | Motocicletta           |
| --------------------------------- | ----------------- | -------------- | ---------------------- |
| Campionato Italiano Velocità 1927 | Antonio Benelli   | Classe 175 cm³ | Benelli 175 monoalbero |
| Campionato Italiano Velocità 1928 | Antonio Benelli   | Classe 175 cm³ | Benelli 175 monolabero |
| Campionato Italiano Velocità 1930 | Antonio Benelli   | Classe 175 cm³ | Benelli 175 monoalbero |
| Campionato Italiano Velocità 1931 | Antonio Benelli   | Classe 175 cm³ | Benelli 175 bialbero   |
| Campionato Italiano Velocità 1932 | Carlo Baschieri   | Classe 175 cm³ | Benelli 175 bialbero   |
| Campionato Italiano Velocità 1934 | Amilcare Rossetti | Classe 175 cm³ | Benelli 175 bialbero   |
| Campionato Italiano Velocità 1936 | Celeste Cavaciuti | Classe 250 cm³ | Benelli 250 bialbero   |
| Campionato Italiano Velocità 1939 | Amilcare Rossetti | Classe 250 cm³ | Benelli 250 bialbero   |
| Campionato Italiano Velocità 1950 | Dario Ambrosini   | Classe 250 cm³ | Benelli 250 bialbero   |
| Campionato Italiano Velocità 1965 | Tarquinio Provini | Classe 250 cm³ | Benelli 250 4 cilindri |
| Campionato Italiano Velocità 1966 | Tarquinio Provini | Classe 250 cm³ | Benelli 250 4 cilindri |
| Campionato Italiano Velocità 1967 | Silvio Grassetti  | Classe 350 cm³ | Benelli 350 4 cilindri |
| Campionato Italiano Velocità 1968 | Renzo Pasolini    | Classe 250 cm³ | Benelli 250 4 cilindri |
| Campionato Italiano Velocità 1968 | Renzo Pasolini    | Classe 350 cm³ | Benelli 350 4 cilindri |
| Campionato Italiano Velocità 1969 | Renzo Pasolini    | Classe 250 cm³ | Benelli 250 4 cilindri |
| Campionato Italiano Velocità 1969 | Renzo Pasolini    | Classe 350 cm³ | Benelli 350 4 cilindri |